# おジャ魔女どれみの登場人物
おジャ魔女どれみの登場人物（おジャまじょどれみのとうじょうじんぶつ）は、アニメ・コミック・ゲーム『おジャ魔女どれみ』シリーズに登場するキャラクターの一覧である。
なお、本項では必要に応じ
- 『おジャ魔女どれみ』を「第1期」
- 『おジャ魔女どれみ♯』を「第2期」
- 『も〜っと! おジャ魔女どれみ』を「第3期」
- 『おジャ魔女どれみドッカ〜ン!』を「第4期」
- 『おジャ魔女どれみナ・イ・ショ』を「第5期」
- 『おジャ魔女どれみ16・17・18・19・20's』を「第6期」

と初回公開順で表記する（コミック版を除く。詳細は該当節を参照）。なお作中の時系列上では『も〜っと! おジャ魔女どれみ』と『おジャ魔女どれみナ・イ・ショ』は同時期（どれみたちは小学校5年・ハナは1歳）を描いている。

## 人間界

### MAHO堂

#### 魔女&魔女見習い
春風 どれみ（はるかぜ どれみ）
声 - 千葉千恵巳
本作の主人公。第1シリーズの時点で小学3年生。その後は1シリーズごとに一学年進級し第4シリーズで小学6年生となる（第3シリーズを背景に描かれた第5シリーズでは小学5年生、第6シーズンでは高校1年生）。2つのシニヨンヘアが特徴的な少女。しばしば「世界一不幸な美少女」を自称している楽観的でドジな少女だが、困っている人を放っておけない性格で魔女見習いのリーダー的存在。ステーキが大好物。魔女見習い服の色はピンク。
藤原 はづき（ふじわら はづき）
声 - 秋谷智子
どれみの幼馴染で同級生。おっとりした優しい性格。どれみが魔女（見習い）であることを知ってしまい、どれみが魔女ガエルになるのを防ぐため、自身も魔女を目指すことになる。魔女を目指す主な動機は「自分の意見をしっかり言える勇気が欲しい」。魔女見習い服の色はオレンジ。
妹尾 あいこ（せのお あいこ）
声 - 松岡由貴
どれみの同級生として大阪から引っ越してきた関西人。どれみが魔女見習いであることをはづき共々知ってしまい、はづき同様魔女をめざすことになる。魔女を目指す主な動機は「お父ちゃんに幸せになって欲しい」。
歯に衣を着せずハッキリと物事を言う性格で運動神経も良いが水泳は苦手。天然気味などれみたちのツッコミ役や彼女たちが揉めた時の仲裁役を担うこともしばしばある。魔女見習い服の色は空色。
瀬川 おんぷ（せがわ おんぷ）
声 - 宍戸留美
マジョルカが魔女であることを見破ったため、魔女ガエルとなってしまったマジョルカを元に戻すべく魔女見習いになる。チャイドルとして活躍しており、また魔法にも優れた才能を発揮している。魔女を目指す動機は「ママが叶えられなかったトップアイドルの夢を私が叶える」。
当初はドライな性格で自分の目的のために他人の心を変える魔法を使うことも厭わなかった。
どれみたちのライバルとして同じクラスに転校してきたが、彼女らと交流するうちに心を開いていき、第2期からは美空町のMAHO堂所属の魔女見習いとしてどれみたちの仲間に加わる。魔女見習い服の色は紫。
飛鳥 ももこ（あすか ももこ）
声 - 宮原永海
アメリカからの帰国子女としてどれみのクラスに転校してくる。英語と日本語が話せるバイリンガル。アメリカナイズされた明るい性格。自分のせいで魔女ガエルにしてしまったマジョモンローを魔女に戻すために魔女を目指した。魔女見習い服の色は黄色。
ハナちゃん / 巻機山 花（まきはたやま はな）
声 - 大谷育江
「ウィッチー・クイーン・ローズ」から100年ぶりに生まれた、次期女王候補の魔女。その場に居合わせたどれみたちの手で1年間育てられることになった。強力な魔力でトラブルを起こしてしまうこともあったが、彼女たちの献身もあって、成長してからも実母として慕っている。魔女見習い服の色は白。
春風 ぽっぷ（はるかぜ ぽっぷ）
声 - 石毛佐和、詩乃優花（1期第27話のみ）
4歳年下のどれみの妹(第1シリーズでは年中、第2シリーズでは年長、第3・5シリーズで小学1年生、第4シリーズで小学2年生、第6シリーズで小学6年生)。しっかりしつつも結構ませた性格。よく姉のどれみと喧嘩をするが、本当はどれみのことが大好き。第1期中盤でどれみたちが魔女見習いであることを知ってしまったため、第25話から自身も魔女見習いに。夜起きるのが苦手なため、魔女見習い試験1級合格するまでに実に4年（4シリーズ）かかったため、MAHO堂所属の魔女見習いとしては常に最後にカウントされる。そのため、第4期では、ハナちゃんの次である7人目（第2期は5人目、第3期は6人目）の魔女見習いという扱いである（おジャ魔女の1番目は本シリーズの主人公〈というよりも、なった順で〉どれみ）。魔女見習い服の色は赤。
マジョリカ / マキハタヤマ（巻機山） リカ
声 - 永澤菜教
人間界に住む魔女。どれみに魔女であることを見破られ、呪いによって魔女ガエルとなってしまう。さらに後日どれみが魔女見習いであることをはづきたちが知ってしまい、3人（最終的にハナまで加えると7人）の魔女見習いの師匠として彼女たちを導くこととなった。

#### お付きの妖精
9級試験に合格するともらえる2頭身の妖精。本人と同じ性格やパーソナルカラーとなる。成長するとしゃべったり猫に変身できるが、アニメ本編（第5期まで）では元から魔女のお付きの妖精であるララ、へへ、ババ以外にはその描写はなく、他の妖精は第6期にて変身を披露した。また、魔女のお付きの妖精は、主人に変身した描写がない。なお全員一人称は「私」。年齢経過もある模様。
ララ
声 - 高村めぐみ
マジョリカのお付きの妖精。マジョリカに怒鳴られてばかりいるおジャ魔女たちを優しくフォローする役回りが多い。良き世話役にも当たる。ときにはどれみたちとマジョリカの間で板挟みに遭うこともある。他のおジャ魔女たちを「ちゃん」付けで呼ぶのに対し、どれみとぽっぷだけ呼び捨てで呼ぶ。おジャ魔女たちの妖精と違い、普段から人の言葉を話したり白猫に変身したりできる。金髪慧眼の美人だがマジョルカのお付きの妖精であるヘヘよりは年上。そのため年には敏感な方で、年寄扱いされたり、おばさん呼ばわりされると、激昂することがある。マジョリカ同様、温泉とエステが趣味で、サンバもマジョリカと一緒に踊ることがある。また、レシピブックでストライキを起こした時に、どれみの大好物のステーキを取り上げて、レシピブック内で妖精たちと食べてしまったことが原因でどれみを激怒させてしまい、MAHO堂を大混乱にしてしまったことがある。誕生は不明だが、マジョリリカのことを知らず（第2期9話より）、マジョリカたちの魔法学校時代のことは知っている（第1期20話）。
ドド
声 - 徳光由禾
どれみのお付きの妖精。どれみに似てドジで失敗ばかりだが優しい。どれみと同様のおだんご頭で全身ピンク色。劇中でどれみがステーキを食べるシーンで実際に食べているのは2回を除くと全て影武者を務めていた妖精。
第6期になると丸々と太った愛嬌のある顔のトラ猫に変身できるようになった。また、どれみたちがハナの妹・ユメちゃんを捜索に出ている時、どれみに変身していたが、どれみの妹ぽっぷに瞬時にドドだと見抜かれた（普段であれば食いつく話題も上の空で、両親からもなんかいつもと変と言われていたことと、ぽっぷ自身も元おジャ魔女なので、魔法が使えるものには敏感とのこと）。
レレ
声 - 水樹洵
はづきのお付きの妖精。はづきに似ておっとりしている。はづきのリボンをモチーフにしたネコミミのような髪型。ヴァイオリンを奏でることができる。全身オレンジ色。
第6期になるとペルシャ猫に変身できるようになった。
ミミ
声 - 斉藤祐子
あいこのお付きの妖精。あいこに似て大阪弁（らしくしゃべる）でアホ毛の癖毛である。腕力に優れマッサージが上手である。しかし、オヤジーデにはボール付の孫の手を差し出した。全身水色。
第6期になるとアビシニアンに変身できるようになった。
ロロ
声 - 宍戸留美
おんぷのお付きの妖精。おんぷに似てクールで気まま。卓球が得意。おんぷとは♪の尾の部分が上下逆。全身紫色。
第6期になるとシャム猫に変身できるようになった。
ニニ
声 - 宮原永海
ももこのお付きの妖精。ドドたちともすぐに打ち解けた。ももこと同様にイカリング頭で英語交じりの日本語をしゃべることができる。全身黄色。
第6期になるとアメリカンショートヘアに変身できるようになった。
トト
声 - 大谷育江
ハナのお付きの妖精。ハナちゃん同様エビフライ頭で、黄色（レモン色）の頭と白の身体。「トト」以外しゃべることはできない。また、ハナちゃんが魔女に戻り、魔女界へ帰った後どうなったかは第6期でハナちゃんが登場するまで言及がなかったが、ハナが4度目の留学でMAHO堂に住むようになって、ハナが学校に行っている日中のお菓子作りの戦力としてドドたちと一緒に働いているとの描写がある。また、猫に変身はできるようであるが、どの種類かは言及がないため不明である。
ファファ
声 - 石毛佐和
ぽっぷのお付きの妖精。本人同様手羽先頭。ドドより薄いピンク色。ぽっぷが魔女見習い試験で1級になっていなかったため、レシピ日記に入ることはできず、しゃべることもできなかった。第4期最終話で、ハナのお付き妖精としてドドたちと一緒に魔女界に戻っていった。なお、第6期では、ぽっぷが魔女見習いに戻らなかったため、登場することはなかった。

#### その他
パオちゃん
声 - かないみか
第4期第27話より登場。ハナちゃんたちが魔女界で偶然出会った白い子ゾウ。魔女界の古文書に記されていた、大昔に魔女界を二分した百年戦争の後に現われ、戦争で生き残った魔女たちの深い悲しみを拭い去り、生きる希望を取り戻させたという、幸運をもたらす白いゾウの再来。性別はメス。
首には封印されたアコーディオンを持っていた。「白い象」ということで異端視されて拗ねた性格になっていたが、ハナちゃんに懐き、彼女とお揃いの髪飾りをもらい、耳につけるようになる。その後、人間界に戻ったハナちゃんを追いかけて人間界にきてしまい、魔法で小さくなってMAHO堂で暮らすことに。
上記のアコーディオンをハナちゃんが演奏して踊れば、先々代の女王の深い悲しみによる黒い雲を吸い取ることができる。ゾウだけに食欲は凄まじくそれは小さくなってからも変わらなかった。通常ではビーズのようなカラフルなウンチをする、これは魔法玉を遥かに上回る魔力を秘め高値で取引される。先々代の女王様の悲しみを吸い込んだあとには金色のウンチをし、これは通常のウンチをさらに上回る高い魔力を秘めているので極めて高い値段で取引される。なお、先々代女王の悲しみに囚われた者はパオちゃんが近くにいると恐怖を感じる。名付け親はハナちゃん。スタッフロールではハナちゃんより上に表示され「パオ」と書かれた。
ふぁみ
声 - 渡辺久美子
第5期最終話に登場。ドジでステーキが大好物、「好きな人に告白する勇気が欲しい」など、どれみと共通点が多い少女。普段はキャスケットを被っているが、髪はピンク色の腰近くまであるロングヘアー。彼女も魔女見習いであり、呪文はどれみと同じく「ピリカピリララ ポポリナペペルト」。見習い服はどれみと同じピンクを基調としているが、デザインは第1期と第3期を合成したようなデザインである。
実はどれみの孫にあたる。苗字は明らかにされなかった。
和久 のぞみ（わく のぞみ）
声 - 川田妙子
第5期第12話に登場。ニックネームは「のんちゃん」。魔女に憧れる少女。特技はトランプを使った神経衰弱（本人によると「魔女になるための修行」）。白血病のため、美空第一病院で入院生活を余儀なくされており、院内学級に通っている。治療の抗癌剤の影響で頭髪はなく、頭にはバンダナを巻いている。
小学2年生の時にMAHO堂に出入りしており、オーナー・巻機山リカの正体が魔女であることに薄々気づいていた。どれみは、マジョリカに頼んで、彼女を（第3期当時）7番目の魔女見習いにしてもらうべく女王様に働きかけてもらおうとする。
一時病気に対する不安から魔女の存在に疑いを持ったが、どれみたちの提案により魔女見習いを経験し自信をつけた後、退院を目指して頑張った。しかし最終的に病魔に打ち勝つことはできず、ある大雪の日に病状が急激に悪化し、願いが叶うことなく、2002年2月27日の早朝にこの世を去った。マジョリカが女王様から面会の約束を取り付けた翌朝の夭逝だった。ラストシーンで天からどれみに感謝の気持ちを込めて「ありがとう」と語って幕を閉じた。
その後、毎年の命日の日には、のぞみの両親とどれみが墓参りをして、のぞみの形見であるトランプで神経衰弱をしながら偲ぶのが毎年の恒例。さらに、墓参りでは、毎年のように雪が降ることが多く、どれみが足を滑らせ墓地で転ぶというのも定番である（別の視点ではどれみのおっちょこちょいが全く治っていない証拠でもある）。
第6期では彼女のエピソードを知ったハナちゃんが、とある大騒動を巻き起こすこととなる。
マジョリズム / 巻機山 りずむ（まきはたやま りずむ）
声 - 能登麻美子
ゲーム『おジャ魔女あどべんちゃ〜ないしょのまほう』オリジナルキャラクター。どれみたちが6年生の夏休みに魔女界からMAHO堂を手伝いにやってきた魔女。8日間ではあるがMAHO堂に居候し、魔女見習いの仕事を手伝いながら人間界のさまざまな人や物に出会い、経験を積んでいった。

### おジャ魔女たち の家族

#### 春風どれみ・春風ぽっぷの家族・親類
春風 渓介（はるかぜ けいすけ）
声 - 望月祐多
どれみとぽっぷの父親で、職業は釣り雑誌のライター。出身は岐阜県飛騨高山（高山市）。公私ともにそうとうな釣りバカで、仕事と称しては家事を放り出して釣りに出かけたり、家計が苦しい時に釣り竿やルアーを黙って買ってきたりして、妻のはるかにたびたび怒られ、お仕置きを受けることがお約束になっている。だが（二女の）ぽっぷのためにピアノを購入しようとした際には、大切にしていた宝物の釣竿を売ろうとしたことや、上司（正確には、出版社の編集長だが）に直談判したこともある。いざという時には頼りになる、どれみやぽっぷにとっては優しい父親。幸いフライフィッシング関連の釣り専門雑誌に連載していたエッセイは単行本になっており、古くからの友人の株柳編集長の粋な計らいで無事にピアノは購入できた。単行本は、中古とはいえピアノ一台を前借分の印税で買えるほどの人気があった模様。第4期終了後、家を増築したりもしている。奥田民生のファン。
第6期ではフライフィッシングブームが去ったこともあり、海釣り関連の記事も執筆しているが、仕事量は減っている模様。はづき、あいこ、おんぷを招いて帰省した時には、母の病気もあり芸能活動続行か引退かで迷うおんぷにモンカゲロウのスーパーハッチを見せ、「あのモンカゲロウのように、もがき抜いて結論を出すといい」とアドバイスした。
春風 はるか（はるかぜ はるか）
声 - 詩乃優花
どれみとぽっぷの母親。時には厳しいことも言うが、優しい母親でもある。どれみたちがハナちゃんを育てる時に、最も頻繁にアドバイスした。第3期ではMAHO堂での活動を続けることに他のおジャ魔女の家族たちが難色を示す中、人間的に成長していく娘たちを嬉しく思い、快諾していた。
渓介と結婚する前はプロのピアニストを目指していたが、交通事故で指を怪我し断念。長女のどれみに自らの夢を託すべくピアノを特訓し、彼女をピアノ嫌いにしてしまったことで長らく心のどこかでひっかかりを覚えていた。
第5期までは専業主婦だったが、第6期では収入の減った夫を支えるため、自宅で幼稚園児を対象にピアノレッスンを行っている。またおんぷが芸能活動続行を決めてからは、藤原家の練習用防音室を借りておんぷにピアノと歌を指導している。
春風 雄介（はるかぜ ゆうすけ）
声 - たてかべ和也
第3期劇場版に登場。どれみ、ぽっぷの父方の祖父で春慶塗の職人。そのキャリアは60年に及ぶ。
息子・渓介とはあまり反りが合わない模様。渓介がどれみぐらいの歳に春風邸を建てたらしい。
第6期第1巻でどれみ一家が帰省した際、同行したおんぷに「もし自分に才能があるとすれば、楽しんで続ける力があること」と語り、将来に迷うおんぷに一つの指針を示した。
春風 陸（はるかぜ りく）
声 - 巴菁子
どれみの祖母。渓介の母。和菓子作りがうまい。第3期劇場版に登場。

#### 藤原はづきの家族・親類
藤原 明（ふじわら あきら）
声 - 乃村健次
はづきの父親で、有名な映画監督。職業柄、家にいないことが多いが、はづきに深い愛情を持って接しており、娘のすることにあまり口出しせず、暖かく見守っている。婿養子。
第6期では大作映画の主演俳優が（薬物で）逮捕されたことを受け、藤原家は破産に追い込まれてしまい代々受け継いできた藤原家の屋敷を売り払ったが、騒動を知らない海外の監督やメディア、国際映画賞から高い評価を受け、国内外でその映画が上映されることが決まり、どん底から少しずつ回復している。
藤原 麗子（ふじわら れいこ）
声 - 前田真里（放送開始当初は前田悠衣）
はづきの母親で、職業はインテリアコーディネーター。超がつくお嬢様として育てられたため、料理は全くできない。はづきを溺愛しているが、自分の選んだ派手な少女趣味な服を着せようとしたり、色々なお稽古事を強要したりしており、それがはづきにとっていいことだと信じている。だが、はづき自身はそれらをあまり喜んではいないものの、「嫌なことを嫌と言えない性格」もあり断ることができなかった。しかし、自らも出身のカレン女学院への一方的な進学強要は一度、はづきから反対を受けて拒否されている（後にはづき自らの意思でカレン女学院の入試を受け、合格し入学）。自分の趣味で選んだ服を着せようとする性質は娘・はづきも受け継いでいる。第6期で、藤原家が破産に追い込まれてしまい、さらに藤原家で家事全般を行っていたばあやが北海道へ引っ越してしまい、引越し先のマンションで慣れない家事を行う。
市川 小雪（いちかわ こゆき）
声 - 斉藤祐子 / 朴璐美（少女時代）
藤原家の家政婦で、通称「ばあや」。魔法でタイムスリップした時を除けば一貫して「ばあや」と呼ばれている。
50年前（はづきの母が産まれる前）から藤原家に仕えていて、家事。全般その他一手を仕切っている。はづきが帰宅する際の出迎えは、どれみとあいこが言うには「パワフル」。容姿は昭和後期から変わっていないが、はづきによると当時の方が動きに切れがある。はづきをはじめとする藤原家への忠誠心に厚く使命感が強い人物で体調が悪くても任務を全うしようとする。物知りで優しく、はづきの一番の理解者である。一方でどれみのことは、第2期の19話においてハナちゃんの子育てに関して彼女とはづきが一時険悪になった際に、「言葉遣いは悪いし、頭の中にはステーキのことしかない。赤ん坊を育てるなんて100年早い」と酷評しはづきに宥められたことがある。若い頃はバレエを嗜んでいた。
美空町に生まれ、女学生時代は美空町で過ごしたが、北海道に在住していたことがあり、得意料理は“舌平目のムニエル 長万部風”。
第6期では藤原家の破産に際して、藤原家の負担を少しでも少なくしようと、自らの意思で親戚がいる長万部に引っ越すこととなる。
藤原麗子の父
声 - 上別府仁資
はづきの母方の祖父であり、娘の麗子に男が寄り付くことを嫌っていた。麗子と明の出会いが桜木に騙された直後だったこともあって、初めは快く思わなかったが妻の説得と本人の人柄に触れ最終的に認めた。職業は不明であるが、はづきが現在も住む大豪邸と土地は先祖代々受け継がれているとある。
藤原麗子の母
声 - 滝沢久美子
はづきの母方の祖母。質素を旨とし、麗子の現在の行動理念を形作る大元を作った彼女だが、同時に鋭い人物眼も持っている。教養にも優れ、詩の知識から麗子が紹介した桜木の正体を見抜く一方で、明の人物像をよく理解していた。はづきがまだ赤ん坊の頃に他界。

#### 妹尾あいこの家族・親類
妹尾 幸治（せのお こうじ）
声 - 津久井教生
あいこの父親で、職業はタクシードライバー。大阪にいた時は娘の授業参観に来たことがなく、引っ越してからは仕事の途中にわざわざ来たこともある（これが偶然にもどれみが魔女見習いであることがバレる原因となってしまった）。
駆け落ち同然に妻のあつこと結婚したがあいこが幼い頃に離婚し、あいこが小3の時に天下茶屋から美空市のアパートに引っ越してきている。気のいい人物だが、小学生のあいこに家事をさせているのを申しわけなく思っている。あつことは離婚しているものの、本心はよりを戻したいと思っているが、関西人の気質から意地を張って言い出せないでいた。なお、あいこの運動能力は幸治から受け継いでいるらしいが、同時にカナヅチ振りも受け継いでしまった。また、誕生日が父の日に近いため、一緒に祝われてしまうことを密かに不満に思っている。時々ではあるが、ギャンブルに通うことがある。大阪出身らしく、お笑いにはかなりうるさい。趣味は風呂で「浪速恋しぐれ」を歌うこと。野菜嫌い。大阪人であるため、自宅にはたこ焼き器があり、時折作ることがあるが、どれみ曰く絶品の味とのこと。また、娘のあいこもたこ焼きの腕は父親譲りの腕前である。
第6期では、あつこの転勤に伴い美空市に再転入。玉木の父のタクシー会社（玉木タクシー）に復職した。
妹尾 あつこ（せのお あつこ）
声 - 平辻朝子
あいこの母親で、看護師・ケースワーカー。旧姓は「岡村」。第1期から第5期までは大阪の老人福祉施設・老人介護センターニコニコホームに勤務。阪南市在住という設定。
幸治との駆け落ちが原因で実家から勘当され、実母の死に目に会えなかったことを引け目に感じている。「母と同じ思いをするお年寄りや、自分と同じ思いをする若者を減らしたい」と願い、現在の職に就いた。美空町に引っ越して行ったあいこのことを心配しており、時々あいこと会っている。最終的に幸治と復縁し、惣一を含めた4人で大阪暮らしを決意する。
第6期では、ニコニコホームの運営母体が美空市近郊に施設を新設したことに伴い、同施設の主任に就任。このため妹尾家は再び美空市に転入することになった。幸治と共に、家族とのコミュニケーション不足に悩む飯山の相談相手にもなった。
モデルはスタッフの行きつけの店で働いていた女性。
岡村 惣一（おかむら そういち）
声 - 八木光生
あいこの母方の祖父（あつ子の父）。あつ子と幸治がよりを戻そうとした時に脳梗塞で倒れ、彼の存在が二人の復縁の最後かつ最大の障害となった。
リハビリ中に毎週新幹線で自分とあつこに会いに来るあいこには、初め冷たく接していたが、3人の決意の固さを知り最後には復縁を許した。
第6期では既に故人となっているものの、家族に看取られながら穏やかな最期を迎えたとの描写がある。
あつこの兄
声 - 西凛太郎
あつこの兄。あいこの伯父にあたる。惣一が脳梗塞で倒れた際に救急車を呼び付き添っていた。

#### 瀬川おんぷの家族・親類
瀬川 剛（せがわ つよし）
声 - 山賀教弘
おんぷの父親。職業は太陽電気鉄道の運転士。長距離列車を担当しており家を留守にすることが多い。実家は北海道稚内市で、剛は分家の出。
新型寝台特急Z101型（外観はJR東日本の寝台特急「カシオペア」の客車E26系と当時列車をけん引していたEF81形機関車）の初運行時の運転手に選ばれていた時は、始発の大空駅に単身赴任していた。また、おんぷも父親も多忙なために色々とすれ違いが多いが、深い愛情でおんぷを見守り、おんぷも慕っている。
第6期では札幌支社に転属になっている。どれみたちはオヤジーデの協力も得て、札幌発の寝台特急の運転手として乗務する剛と会うことに成功、おんぷが稚内にいること、どれみたちに転居を知らせなかったのを気にしていたことを告げた。
アニメに初めて登場したのは第1期第49話であり、おジャ魔女たち（ももこの両親は除く）の両親の中では一番遅い登場でもある。
瀬川 美保（せがわ みほ）
声 - 安達まり
おんぷの母親で、チャイドルであるおんぷのマネージャーをしている。沖縄県出身。推定年齢40歳。
かつては「桜井くらら（さくらい くらら）」という芸名のアイドルだったが、大事なステージで本番直前に怪我をしたことの恐怖から、トラウマによるショックで声が出なくなり、そのまま現役を引退した。今は自分の果たせなかった夢をおんぷに託している。「ルピナスの子守歌」は彼女の持ち歌であったが、おんぷへ歌い継がれている。
魔女ガエルの呪いが解けたマジョルカが、経営していたルカ・エンタープライズを閉めたため、自力でおんぷの個人事務所を設立し切り盛りしていたが、おんぷが中学3年生の冬に過労から脳梗塞で倒れてしまう。幸い後遺症は片足に麻痺が残る程度で済んだが、静養とリハビリのため稚内にある夫の実家の本家に移住している。美保の病気は、映画『ザガイドン』の興行的失敗をきっかけとした人気降下と相まって、おんぷを再び人生の岐路に立たせることになる。
第6期第8巻「Spring has……」第3章にて2008年の年末に脳梗塞が再発し脳溢血に至って突然倒れて意識を失う。稚内市内の病院では対応できる医療設備が無く、ドクターヘリで国立旭川病院へと搬送されるも、そのまま植物状態が続き2009年の年明けに帰らぬ人となった。このことで人気を取り戻しつつあったおんぷは、再び全ての仕事をキャンセルしてしまい、日本芸能界の信用を完全に失うことになってしまう。死の直前の団欒で、おんぷに「あなたの仕事の中で、Blue Moonのお仕事が一番好き」だったと伝えていたことから、母の死後おんぷは海外で活躍するミュージカルの舞台女優になることを目指し、ブロードウェイの本場アメリカに渡るため、日本を離れることとなった。

#### 飛鳥ももこの家族・親類
飛鳥 健三（あすか けんぞう）
声 - 平田広明
ももこの父親で、職業は建築デザイナー。ももこが幼い頃仕事のためにニューヨークに移住。本人は永住し、日本には帰らないつもりでいた（そのため、ももこには敢えて日本語を教えなかった）。しかし日本で東京・お台場の高層ビル建設の仕事があり、家族共々帰国、ももこの小学校卒業まで滞在する。その後再渡米するも、第6期では中国での大きなプロジェクトのために日本に帰国することになっている。アウトドアが趣味なところもあり、屋外で料理をする時はダッチオーブンを携帯することがある。
飛鳥 みのり（あすか みのり）
声 - 華木ミヤ→宮下富三子
ももこの母親で、職業はカメラマン。神奈川県横浜市出身。有名なファッション誌のカメラマンでもあるが、風景写真も撮ったりしている。若い頃は劉浩栄と親しかった。将来の夢について悩んでいた菊池にいいアドバイスをしてくれることもあった。
第6期では、サプライズで芸能界復帰をしたばかりのおんぷの写真集のカメラマンを務めた。

### 美空第一小学校・ソナチネ幼稚園

#### おジャ魔女たちの同級生
春風どれみ・藤原はづき・妹尾あいこ・瀬川おんぷの4人は3年生から4年生にかけて全員同じ2組であったが、5年生になってクラス替えでどれみだけ1組、他の3人は2組と離れてしまった。その後、飛鳥ももこ・ハナちゃん（巻機山花）はともに1組へ転入してきた。

##### 旧 3年1組 / 4年1組
伊藤 こうじ（いとう こうじ）
声 - 天神有海（第3期第4話 - 14話）→ふじたれいこ（第3期第35話 - ）
通称ジーコ。下手だけどサッカーが大好き。第3期以降、小竹哲也とつるむ姿が目立つようになる。当初気弱であったが、五十嵐に認められてスタメンに起用されて以降強気な面も見せる。第5期では、若干髪型が異なる。
岡島 小太郎（おかじま こたろう）
声 - 松本美和
品行方正で非常に礼儀正しい少年剣士。髪型は常に丸坊主で、体格はどれみやももこよりも小柄であるが、果敢に面を攻めるなど、体格の割には力強い剣道をする。毎朝の素振りは欠かさず行う。実家の「無心岡島流 岡島道場」を継ぐために日々剣道の修行に精進している。
小倉 けんじ（おぐら けんじ）
声 - サエキトモ
容姿端麗・成績優秀・スポーツ万能だがお笑い担当。彼自身お笑いが大好きで、将来の夢はお笑い芸人になること。杉山とお笑いコンビ「トヨケン」を結成するが、ウケるのはももこだけ。「トヨケン」を結成する前は女の子にモテモテだったが、結成後は少し引かれている。
菊池 はじめ（きくち はじめ）
声 - 天神有海
雑学に長けた鉄道マニア。夢がない自分に悩みを持っていたが、飛鳥ももこの奮闘もあり、将来は好きな鉄道もしくは航空関連での「縁の下の力持ち」を目指すこととなる。長門かよこの不登校の一因を作ってしまい、後にかよこに謝罪した。
木根 ひろこ（きね ひろこ）
声 - 永田亮子
正義感の強い少女。「その時はその時よ」が口癖で、毛虫やカエルなど女子が苦手とするものを見ても悲鳴1つ上げない、肝が据わった性格。森川によると「おとなしそうで目立たないがあいつは大物」とのこと。
実はかつての交通事故のトラウマから自転車を怖がっていたが、森川の協力により克服。成績はいいようだが、テストで回答欄を間違えたため、30点だったこともある。
4年生の頃は長門かよこと同じ班で、特に彼女を傷つけることは言っていなかったが、同じ班であったことから関先生に呼ばれ、保健室に彼女の様子を見に来た。
佐藤 なつみ（さとう なつみ）
声 - 木内レイコ
眼鏡をかけた霊感少女。父親が教会の牧師を勤めており、山内信秋とは家が近所の幼馴染。父親同士は幼少期の誤解から反目していたが（それゆえなつみ本人は信秋との仲は「ロミオとジュリエット」と評していた）、どれみの説得で和解する。
第6期ではミッション系の高校に進学した。信秋とはなかなか話す機会が無いようだが、お互いの信頼関係はある様子。
中島 正義（なかじま まさよし）
声 - 山崎みちる
警官の息子。眼鏡をかけていて、仏頂面をしていることが多い。少々短気で口の悪い性格。現職警官の父を目標とするが、時に反発もし、家出の常習犯である。漫画を大量に持って来ていた。
名前の読みは「まさよし」であるが、時々父親から同字語の「せいぎ」と呼ばれ（どれみにもせいぎと呼ばれていた）、そのたびに嫌がっている。野球が好きで、第5期では野球部に所属していた。
長門 かよこ（ながと かよこ）
声 - 岬風右子
不登校の少女。ベリーショートの髪が特徴で、おんぷと同じ日に転校してきた。
繊細すぎる性格ゆえに競争を強いられることに耐えられず、周囲の言葉を真に受けてしまい小学4年生の時に不登校になってしまったが、どれみたちとの交流を通してまた登校できるようになった。修学旅行の集合写真に写っていないが、他の写真には写っている。
第6期では県立美空高校に進学し、どれみ・あいこと同じクラスになる。中学校時代は皆勤賞を取ったとの描写がある。
萩原 たくろう（はぎわら たくろう）
声 - 高橋直純
どれみたち同様に音楽部に所属するギター男子。父親は音楽グループの「エバーグリーン」の一員。最初は父親が使わなくなったエレキギターを引いていたが（しかしテケテケ〈ピアノで言うドレミファソラシド〉しか引けない）、父親が再び使うようになったため、アコースティックギターを新しく買ってもらった。
長谷部 たけし（はせべ たけし）
声 - 山口眞弓
工藤むつみとは幼稚園は違うが、家が近所で幼馴染。タレ目と逆立った髪が特徴。ぶっきらぼうで矢田まさるとは当初お互い反目していたが、後に腐れ縁となる。修学旅行ではまさると共にハナを班長とするどれみたちの班員に。
父親が交通事故で亡くなり、夜に小料理屋を営む美人な母親との母子家庭で、どれみの父たちは店の常連客。当時は母親の仕事に不満を持っており、以前のまさる同様母親の似顔絵を「へのへのもへじ」にしていたが、どれみたちのおかげで和解。母親の仕事を手伝っているため、料理の手先は器用。
本編ではそういった描写はなかったが、第5期では運動神経がいい一人の候補に上がっていた。自転車で富士山行きの話には乗り、母親の許しは得たが、母親が目に涙を溜めていたために断念した。また、低学年の女の子にラブレター付きのバレンタインチョコをもらっていた。
第6期では県立美空高校に進学し、腐れ縁のまさるともどもどれみ・あいこと同じクラスになる。まさるの退学問題の際は他の同級生たちと共に駆けつけていた。料理人を目指している。また、母親・秋穂に再婚の噂が立った出来事をきっかけに、むつみと本格的に交際するようになる。
平野 いちろう（ひらの いちろう）
声 - 星野園美
大柄な少年。年の離れた妹のかりんがいるが、彼女のわがままにつきあいきれず、かくれんぼの途中いなくなったりなど、意地悪してしまう。しかし、本当はかりんを誰より大切に思っている。
丸山 みほ（まるやま みほ）
声 - 壱智村小真
漫画を描くのが上手く、掃除の説明が分からなかったももこにイラスト付で手順を解説したことがある。信子原作の漫画の作画を手がける。信子と知り合う前は親友と呼べるクラスメートはいなかった。信子からは「みほみほ」と呼ばれている。あいこと信子が仲良くしているところを見てヤキモチを焼いたこともある。家には魔女ガエルらしきぬいぐるみがたくさんある。
6年生になってからは内向的だった性格が信子の影響で徐々に変化しつつある。左利き。
第6期では漫画研究部のある「碧が丘学園」に進学した。信子とのすれ違いで一時はかつての内向的な性格に戻っていたが、どれみたちの尽力もあり創作活動を再開する。「美空小町」のペンネームで活動中。
万田 じゅんじ（まんだ じゅんじ）
声 - 岡村明美
万田ようこの双子の弟。愛称はジュンペで、姉のようこからは「じゅんちゃん」と呼ばれている。文系科目が得意で本が好き。双子のため姉のようことお互いに同じ服とバンダナをつけるとほぼ見分けがつかない。
宮前 空（みやまえ そら）
声 - 能登麻美子
塾通いの少年。長い顔と茶髪のもじゃもじゃ頭が特徴。なあなあな自分を変えようと、6年生の時にひみつ基地で人力飛行機「STAY GOLD」号を組み立てて空を飛ぼうとした。なお、第3期OPに登場した5年生59人の中で唯一、彼のみが描かれていない。
第6期では県立美空高校に進学し、どれみ・あいこと同じクラスになる。科学部に所属し、ロボットを作成している。実家が金属加工業である祠堂優菜に好意を持っている様子。
森川 だい（もりかわ だい）
声 - 堂ノ脇恭子
短髪で浅黒い肌の元気な少年。自転車に乗ることが大好きで、パンク修理はお手の物。普段着もサイクリングウェア。瀬川おんぷの大ファンらしく、おんぷが転校してきた時、同じクラスになりたかったらしい。成績は良くないようで、第4期のテストでは32点を取っている。
木根ひろこの自転車嫌いのトラウマを克服する手助けをした。第5期第1話では小竹の提唱した、自転車での富士登山に賛同した。
山本 けいこ（やまもと けいこ）
声 - 水樹洵
真面目で口うるさい図書委員（学級文庫係）。だが、ハナちゃんによって、杓子定規ではうまく行かないことがあると気付く。
林野 まさと（りんの まさと）
声 - 竹内順子
大きなアゴが特徴的な少年。医師の子で成績優秀な優等生。本人の将来の夢も医者である。根っからの悪人ではないが挫折知らずで他人との付き合い方を知らず些か鼻持ちならない性格。クラスの学級委員。
転校してきた頃の長門かよこを親身に助けていたが、かよこの自立を促そうとして良かれと思ったつもりで放った一言がかよこの不登校に決定打を与えてしまう。後にかよこに謝罪して和解し、修学旅行では同じ班になろうと誘っていた。児童会長候補を決めるクラス内投票での惨敗や長門かよこの登校問題をきっかけに人格的に成長。
横川信子の漫画では、少なくとも何かの3つの作品の中の4つのキャラクターが合わさったような悪のカリスマ（自称）「ダークアゴー」に変身し、何体かに分裂して忍犬どれみを袋叩きにした。

##### 旧 3年2組 / 4年2組
どれみと劇中4年間同じクラス。
岡田 ななこ（おかだ ななこ）
声 - 梶川さほり（第1期第10話 - 第2期第19話）→能登麻美子（第3期第1話 - ）
どれみ・はづきとはソナチネ幼稚園からの同級生。おさげのツインテールが特徴。2年前に飼い犬を喪った過去がトラウマとなり、飼育係ができなかった時期もあったが、ゆき先生のアイデアとはづきの禁呪によって克服した。
第2期では、ハナちゃんの子育てを巡って仲違いしたどれみとはづきに悩むあいこたちを見かねて幼稚園時代の出来事を明かし、間接的に2人の和解に貢献した。
第4期では幼稚園時代、知らないうちにどれみの「運命の出会い」のきっかけを作っていたことが後に明らかになる。
第6期では県立美空高校に進学し、高3でどれみと同じクラスになる。以前とは違い動物好きになり、保育士を目指している様子。
奥山 なおみ（おくやま なおみ）
声 - 松本美和
背が高くスポーツ万能。周囲と比較しての発育の早さが、何度かからかいの対象になったこともある。特に佐川にからかわれて泣いたこともあったが、どれみたちの魔法（半ば偶然だが）で、佐川と共に振り回された時は思わず大笑いした。カエルが苦手。ドラマCDではプロレスラー・ストロング奥山として登場する。
第6期では県立美空高校に進学し、高1でどれみ・あいこと同じクラスになる。小竹が別のクラスになったため、どれみとはもっとも長く（10年間）同じクラスが続くことになった。しかし高2で初めてどれみと別のクラスになり、記録は途切れた（代わりに小竹が同じクラスになった）。高校ではやりたいスポーツを見出だせず部活に属していなかったが、彼女の長身を羨ましく感じた。丹羽雛子との出会いで雑誌の読者モデルとなり、それを機にファッションモデルに興味を抱くようになる。
工藤 むつみ（くどう むつみ）
声 - 茉雪千鶴（現・茉雪ちづる）
どれみ・はづきとはソナチネ幼稚園からの同級生。長谷部たけしとは幼稚園は違うが、家が近所で幼馴染。通称“むっちゃん”。大のプロレス好きで、特にキャンディ伊藤の大ファンである。将来の夢はキャンディのような女子プロレスラーになることで、学校で男子相手にプロレスをして鍛えているが、4期になると男子が性を意識したことで相手をしてくれなくなった。
第4期には、北海道に修行に行って、新技「スーパーゴールデンむつみ特別スペシャル（仮称）」を完成させて、山から下りてきた熊をしとめて食べたという噂が流れた。
第6期では中学まではどれみと同じだったが、高校は別になる。女子プロレスラーを目指すが、身長が足りないことから、女子プロレスの入団テストでは不合格。諦めきれず女子レスリング部のある体育大学の付属高校に進学するも、体重の規定によって競争率の激しい軽量級になり、良い結果を出すことができず退部を決意。その後、玉木麗香の誘いに乗ってチアリーディング同好会に入ることを決める。
小竹 哲也（こたけ てつや）
声 - 横手久美子（現・氷青）
どれみ・はづきとはソナチネ幼稚園からの同級生。短髪と9（第3期以降は10）と書かれた黄色いTシャツが特徴。いつもどれみのことを「どじみ」と言っている。彼女とは些細なことでけんかするが原因を作っているのは、ほとんど彼の方である。小学6年生の修学旅行の時に、どれみと暁が仲良くしている姿を見て、暁に対し嫉妬を抱き紙相撲で勝負を挑んだが負けてしまった。心の中ではどれみのことが好きで修学旅行の時に告白しようとしていたが、色々なことが重なり結局告白することはできなかった。
スポーツ万能系キャラで、サッカー部に所属。5年生の時からレギュラーをとっていたが、一時期は驕りからワンマンプレーに走ったことも。一方で勉強は苦手らしく、5年生の時には1学期の通知表を見てヘコんでいた。昔はどれみによくいじめられていたらしく、小学校の入学式のとき、失禁したことを笑われたり、小学2年生のとき、机の中にカエルを入れられたりと結構ひどいことをされていた。それがどれみにイタズラする原因だ、と本人は言っている。また、おんぷが転校したての頃は彼女のことを「おんぷちゃん」と呼んでいたが、少なくとも第4期には「瀬川」と呼ぶようになっている。
第4期最終回でどれみがラブレターを渡した相手は小竹であった。どれみと同じく恋愛には疎いままのようだが、それでもどれみのことを想い続けている描写がある。
第5期第1話では、自転車で（2泊3日という強行軍で）富士登山を計画し実行するも、パンクした自転車のタイヤを直せなかったり、財布を忘れたりマッチなどの火をおこす物を忘れたりといい所がなかったが、無理を押して富士に登る必要はないと気付き、最終的な目的地を富士山から飯塚けんたの祖父の家に変更した。
第6期では県立美空高校に進学。入部したサッカー部では一年生であるにもかかわらず同部のエースストライカーとして活躍し、2年の時にはユース日本代表の監督も目をつけるほどの有力株の選手として成長している。高校2年になって、サッカー部副部長になり、高校3年になるとキャプテンに任命される。身長も180 cmの長身に成長し、女子から人気がある模様。なお、高校サッカーの公式戦では大事な試合で負傷を負ったことが2度あり、2年次の選手権大会県予選決勝で足首を捻ったことが原因で本来のプレイができずPK戦で大きく外してしまい落胆した。3年時の選手権本大会準決勝でFLAT4のいる黒龍南高校と対戦したとき、DFのフジオが背後からスライディングタックルを行い転倒。その日の試合はなんとか勝ったものの、試合中のケガが全治2週間の打撲と診断され、決勝戦には出場することなく、準優勝で高校サッカー生活に幕を下ろす。最後の試合が終わってしばらくして、どれみに告白し晴れて恋人同士となった。高校卒業後はJリーグの横浜・F・マリノスにスカウトされ入団した。
なお、どれみが魔女見習いであることを知っているという設定だが、劇中ではそのような描写がなかったため、この設定は没になった。
島倉 かおり（しまくら かおり）
声 - 溝脇しほみ（現・山田きのこ）
どれみ・はづきとはソナチネ幼稚園からの同級生。メガネとツインテールがトレードマーク。学年新聞の記者で、いつもカメラを手放さない、クラス一の情報通。一眼レフカメラの扱いにも手馴れている模様。麗香と一緒にいることが多く、彼女の理解者の1人でもある。第1期第50話で、見習い服のどれみとあいこがほうきで空を飛んでいるところを目撃。「なしもと」という名前の犬を飼っているが、テレビ版と劇場版とでは犬種が違う。
第6期では県立美空高校に進学し、どれみ・あいこと同じ高校のクラスになる。パパラッチぶりは健在で、どれみたちに重要な情報を伝える役回りも多い。プロのカメラマンを目指しており、バイトをしながら写真の専門学校に進学する予定らしい。なお、小学生時代ではどれみたちからは「島倉さん」と呼ばれていたが、第6期では「かおりちゃん」と呼ばれている。
杉山 豊和（すぎやま とよかず）
声 - 木内レイコ
どれみ・はづきとはソナチネ幼稚園からの同級生。小学3 - 4年生の時は佐川・太田と「SOSトリオ」を組んでいたが、5年生になってから2人とは別のクラスになり、いつの間にか新メンバーとして佐藤が加わっていたため事実上脱退。その後は新しくクラスメイトとなった小倉とコンビ「トヨケン」を結成する。お調子者系のキャラクター。第2期まではよく関先生に国語の授業で教科書を読むように言われていた。トリオの中で一番背が高く、立ち位置は左。
第6期で「SOSトリオ」に復帰したが、ギャグの寒さは相変わらず。
玉木 麗香（たまき れいか）
声 - 永野愛
いわゆる「お嬢様系キャラクター」であり、万事において負けず嫌いかつ見栄っ張りな性格。ウェーブのかかった金髪ロングヘアにオレンジのワンピース。高飛車な物言いのため、周囲を拒否しているように思われているが、クラスメイトのことを父によく話していたり、どれみたちのお願いに一肌脱ぐなど本当は素直で友達思い。普段は島倉と一緒にいる姿がよく描かれているが、「気が置けない友達」がいないことに悩む姿が見受けられる。自分よりも男子から人気のある瀬川おんぷや飛鳥ももこを妬んでいたが、それでも自分と真剣に向き合おうとするももこに動かされていき、仲良くなってからは棘のある発言を取ることは少なくなった。
父は複数の会社を経営する実業家。甘やかされて育ち、一度も父親に叱られたことがないと思って、本当に自分は父親に愛されているのか試したことがある。
ドラマCDでは悪役プロレスラー・ビューティーマスクとしても登場。どれみとは口喧嘩もするが、実は周りの人を幸せな気持ちにさせることを認めている。横川信子作の漫画では、ハサミ状の手を持つ宇宙人の姿で登場した。同じお嬢様であるはづきの方がいつも自分より豪華な物を持っているので悔しがっている。第1期第50話で見習い服姿のはづきが箒で飛んでいるところを目撃。また目立ちたいという願望をウィッチークイーンハートによって勝手に叶えられて、バニーガールの格好にされたことがあるが、本人は気付いていない様子だった。虫と幽霊が嫌い。児童会長選挙の際、学級委員の林野に大差をつけクラス代表となり、本選投票前の代表演説ではどれみと「お嬢様ズ」を組み、宮本との選挙戦に圧倒的多数で勝利した。ヒヨコのぬいぐるみに「ピーくん」と名前を付けて独り言を言うことも。
第6期ではカレン女学院に進学した者同士、はづきとも仲がいい模様。自己中心的な性格が若干丸くなり、彼氏も出来た。ヤンキー集団相手に立ち向かうなど胆の据わったところも見せる。その後、ハナちゃんが創設したチアリーディング部の人数が足りないと知るとむつみと共に加入を決める。最初は美空高校の生徒ではなかったため認められなかったが、努力の甲斐もあり同好会として認められた。
浜田 いとこ（はまだ いとこ）
声 - 塩味薫（現・塩味かをる）
子だくさんの家庭(6人兄弟姉妹)で育った少女。3歳上の兄を頂点に6人の年子の兄弟の上から4番目。赤子の扱い方はうまいようで、小学4年生の時（赤ん坊の）ハナちゃんがクラスに来た際にはうまくあやしていた。また足が速く、運動会ではリレー競技で活躍する。
第6期では県立美空高校に進学。さらに兄弟が増えたことが明かされ、兄弟の養育費の問題で大学進学のことを悩んでいた。大家族の環境で受験勉強に集中できないため、親戚の司さんの所に住んで、時々どれみたちと共に集まって勉強している。
矢田 まさる（やだ まさる）
声 - 宮原永海
どれみ・はづきとはソナチネ幼稚園からの同級生。アホ毛の生えた緑髪に閉じかかった目が特徴。口数が少なく「別に」が口癖。特にはづきとはお互いを意識し、はづきも何かあった時には彼に相談するような関係。ぶっきらぼうでつっぱっているように見えることから周囲からは誤解されやすく、そのため当初は誰にも心を開いていなかったが、関先生の体を張った説得により徐々に心を開くようになった。
現在の母は「継母」であり、血が繋がっていない。実母の顔を知らないことから、しおりとも精神的なつながりを持ち、6年の時に入院した際に毎日見舞いに行ったり、修学旅行のお土産を買ってあげるなど何かと彼女のことを気遣う。4年生の時に母の絵を「へのへのもへじ」に描き、5年の時に同じ行動を取った長谷部とも腐れ縁。
父からもらったトランペットを宝物にしており、もっぱらきらきら星を吹いている。しかし、劇中4年間で余り上達は見られない。実ははづきと同様、お化けが苦手で毎年恒例の山内寺の肝試しでは、毎回怖い話を聞いた後に腰を抜かしていた（この事実を知らないどれみからは、肝が据わっていると思われていた）。はづきが唱える怖さ除けの呪文「マジョリカマジョリカマジョリカマジョリカ…」を最初に知った人物。座席は、4年間通して廊下側の一番後ろ。血液型はO型（第1期ドラマCDより）。
第6期では県立美空高校に進学し、腐れ縁の長谷部ともどもどれみ・あいこと同じクラスに。はづきとの仲は健在の模様。どれみの父・渓介も行きつけのジャズクラブ「バード（bird）」でアルバイトをしており、トランペットの腕前はかなり上達している。高校1年のクリスマスに藤原邸で行われた、ホームパーティーでガブリエル・ベイカー（以下GB）と出会う。またこのパーティーの席上、セッションに参加してGBに気に入られる。そのためGB・バンドのライブがある日は昼間から横浜にあるジャズ・クラブ『Five pennies』に出かけることとなる。当初このことは誰にも明かしていなかったが、周りの人間に迷惑をかけないようにとの（どれみたちからの）配慮により、はづきに説得され担任のレオン（八巻先生）にだけは、時々横浜の『Five Pennies』に行って、練習したりライブを見たりしていることを伝えた。そこで起きたトラブルでは、当初は事情聴取で口を噤んでいたため退学になりかけたが、どれみたちを介したレオンの叱責を受けて釈明に応じた。このことが契機となりGB・バンドが美空高校でライブを行った。高校卒業後は、GBたちと共にニューヨークに渡米しプロのジャズトランペッターになるべく研鑚に励んでいる。
横川 信子（よこかわ のぶこ）
声 - 堂ノ脇恭子
ホラふきとして有名で、それが元であいこを怒らせたことがきっかけで、彼女とは親友に。あいこからは「ノブちゃん」と呼ばれている。金髪盛り上がりヘアと大きな口が特徴。嘘をつく時は、アヒル口になるという癖を持っている。
当初は創作小説を、後には丸山みほを作画担当に漫画の原作を手がけることとなる。4年時には自らの体験を元にした舞台劇の台本も手がけている。あいこに親友以上の感情を抱いている節が見られる。テストで75点だったことがある。第1期第6話のEDでは、名前が「横山信子」と誤記されていた。
第6期では県立美空高校に進学し、どれみ・あいこと同じ高校のクラスに。漫画の相方である丸山みほとは、すれ違いがきっかけでスランプに陥っていたが仲直りし、「美空小町」のペンネームで活動している。

##### 旧 3年1組 / 4年1組
飯塚 けんた（いいづか けんた）
声 - 玉木有紀子（現・環有希）
マッチ棒を三、四本乗せられるほどにまつげが長いだけが取り柄。第5期ではそんな自分に自信を付けたくて、小竹の提唱する自転車での富士山行きの話にのることに。彼の弟もその企画に同行した。瀬川おんぷのファンでもある。
4年生の頃は長門かよこと同じ班で、特に彼女を傷つけることは言っていなかったが、同じ班であったことから関先生に呼ばれ、保健室に彼女の様子を見に来た。
伊集院 さちこ（いじゅういん さちこ）
声 - 能登麻美子
純和風の少女。ハナちゃんからはさっちゃんと呼ばれている。両親は教師で、本人も学業成績ともに生活態度も優秀、6年2組の学級委員でもある。家庭環境から「いい子でいなければ」という思いに悩んでおり、両親に甘えたい気持ちを抑えていた。彼女は第4期において、ハナちゃんとの接点が多いキャラクターである。しかし、学年全体に顔が広いとされるどれみとの接点は遅く、第4期第32話からである。
梅野 ゆかり（うめの ゆかり）
声 - 天神有海
銭湯の娘。いつも家の手伝いをしていて、松下あやとは家が近所で親友。加納のり子のナイスバディを羨ましく思っている。本人は第3期からの登場だが、銭湯「梅の湯」は第2期の頃から出ている。
加納 のり子（かのう のりこ）
声 - 幸山奈央（第3期第10話 - 第4期第32話）→壱智村小真（第5期第3話 - ）
地味目の顔だが、案に相違してナイスバディ。だが、自分よりもスタイルのいい奥山をキツく睨みつけたり、リレー大会で横を走るおんぷにぶつかって転ばせたりと、性格はあまり良くない。全シリーズを通して、彼女が中心となった話は無かった。
小山 ゆうこ（こやま ゆうこ）
声 - 横手久美子（現・氷青）
ボランティアが好きで、手話ができる。藤原はづきと老人ホームを訪問した時には、彼女がリーダーとなる。はさみ将棋しかやった（指した）ことがなかったが、老人たちに将棋に誘われた。
佐藤 じゅん（さとう じゅん）
声 - 高橋直純
通称サトジュン。メガネをかけたお笑い担当。新SOSの一員だが、ギャグの寒さは旧トリオとほぼ変わらない。立ち位置は杉山同様、左。
第6期では杉山が復帰したため、離脱した。
高木 まなぶ（たかぎ まなぶ）
声 - 山口隆行
背が高くていつも猫背。瀬川おんぷのファン。美空小の数少ない野球部員。
松下 あや（まつした あや）
声 - ゆみたかよ（第3期第10話）→松本美和（第4期第19話 - ）
寿司屋の娘。ゆかり同様いつも家の手伝いをする。そして加納のり子のナイスバディを羨ましく思っている。
万田 ようこ（まんだ ようこ）
声 - 岡村明美
万田じゅんじの双子の姉。弟のじゅんじから「ようちゃん」と呼ばれている。弟とは正反対で理系科目が得意。模型飛行機の製作が趣味のボーイッシュな女の子で、弟の服を着ると男の子に見える。第4期第17話では宮前を中心とした人力飛行機製作の集まりにははづきの誘いで加入し、飛行機製作の技術的な支柱となる。
吉田 かずや（よしだ かずや）
声 - 宮田幸季
目立ちたがり屋でいつも西沢先生を困らせるが、根はいい子。実家のたい焼き屋を継ぐという夢に対して、普段のお調子者とは別人のような真剣さを見せる。父に毎日挑戦するが毎日負けている。
和田 みんと（わだ みんと）
声 - 埴岡由紀子
両手をグーにして顔に当て、首を45度に向けるのが癖の、極度のぶりっ子。金髪のツインテールで、ピンクハウス系のフリフリ洋服がお気に入りでいつも着ている。これが汚れると大騒ぎする。
どれみとは4期で夏休みの自由研究を一緒に取り組んだ間柄。しかし、はたおり機の扱い方に慣れておらず、糸がひどく絡まりどれみのようなドジな一面も見せた。老人ホームでは服のデザインモデルになっていた。
長門かよこの不登校の一因を作ってしまい、後にかよこに謝罪した。第5期第3話では水泳の苦手なあいこを（水泳が苦手とは知らず）水泳大会のアンカーに推し付けたり、第5期第8話では何の根拠もなくおんぷを伊集院さちこのリコーダーを割った事件の犯人扱いするなど、何かとトラブルの元になっている。

##### 旧 3年2組 / 4年2組
はづき、あいこ、おんぷと劇中4年間同じクラス。
天野 こうた（あまの こうた）
声 - サエキトモ
ヒーローマニアで、怪獣マニアの林とは気が合う。色黒の肌。「バトルレンジャー」の大ファンで、DVDも全巻揃えている。劇中で初めて、おんぷのことをアイドルとしてではなく、（「バトルレンジャー」での）演技を評価したクラスメイト。
飯田 かなえ（いいだ かなえ）
声 - 角谷綾香（第1期第10話 - 第2期第33話）→加藤春菜（第3期第10話 - ）
ステーキハウス屋の娘で、ある意味「どれみの大親友」。家では肉料理はあまり出ず魚料理のほうがよくでる。おおらかな性格とふくよかな体で、イメージ的には「ひまわりの似合う子」とのこと。劇中にダイエットしようとする姿がよく見られる。バッドカードが憑いた招き猫を持っていたために、一家そろって不運に見舞われたが、招き猫からバッドカードが取り除かれてからは悩まされることはなくなった。食いしん坊なのは本人も自覚している。
第6期では県立美空高校に進学。実家を継ぐかどうか悩んでおり、高2の時点では具体的な進路はまだ決めていない様子。どれみを始め、工藤むつみらと時々集まって受験勉強をしている。その後、高3でどれみと同じクラスになる。またどれみは（賄いのステーキ目当てもあって）高校入学当初彼女の実家でバイトをする目論みだったが、MAHO堂が再開したため、どれみの目論みはあえなく潰えた。
太田 ゆたか（おおた ゆたか）
声 - 藤田記子
旧・新SOSトリオの一員。どれみ・はづきとはソナチネ幼稚園の頃からの同級生。普段はおちゃらけ要員だが、実家は厳格らしくピンチになるとキャラクターが変わる。鉄道マニアという一面も持っている。夏痩せで3キロ痩せたこともある。なお、4年間一度も座席の位置が変わっていない。杉山に次いで背が高く、立ち位置は中央。
第6期では県立美空高校に進学し、どれみ・あいこと同じクラスに。ギャグの寒さは相変わらず。
木村 たかお（きむら たかお）
声 - 山崎みちる
スポーツ万能で、サッカー部の同僚でもある小竹とは腐れ縁の仲。授業中や休み時間に居眠りしている姿がよくみられる。
相手が傷つく一言を口走ったり、何かとトラブルの原因を引き起こすことがある。意地っ張りな性格で口も悪いが、小泉まりなが育てた花を嵐の中必死に守ろうとするなど優しい一面も見せる。当初はからかいの対象であったまりなとの仲が進展していく様子は劇中何度も描かれている。
第5期では水泳はさほど得意でないことが語られ、サッカー以外の部分では差がある模様。またスポーツ系イベントで所属する5年2組が1組に負け続けた結果、1組に敵愾心を抱くも直後に和解している。
第6期では中学まではどれみと同じでサッカー部のMFとして活躍していたが、Jリーグクラブのユースチームに入ったため、高校はいろいろ融通の利く同じ県内の私立高校に進学。現在はレギュラーを務め、トップチーム入りを目指している。まりなとの関係は一応継続しているが、微妙な模様。小竹との交友も続いており、彼をJリーグクラブのユースチームに誘うも、彼がどれみと交わした「約束」のために失敗する。その後、トップチームに昇格した模様。
小泉 まりな（こいずみ まりな）
声 - 壱智村小真
どれみ・はづきとはソナチネ幼稚園の頃からの仲。黒髪のセミロングが特徴。一番学校から遠いのに一番先に来ている。園芸部に所属し、毎朝早く来て世話をするほどの花好き。大人しい性格で「自分には何のとりえもない」と言ってはいるが、台風の日に花を見に来たほどの強い責任感を持っている。そのきっかけで木村たかおとは仲が進展して行った。
第6期では私立の進学校に進学し、園芸部に所属しているらしい。はづきとは時々メールをしている。木村とはどれみと小竹のように、仲は微妙な関係で、あまり会えない様子。
佐川 ゆうじ（さがわ ゆうじ）
声 - ふじたれいこ（放送開始当初は藤田玲子、第1期第3話 - と第3期第29話 - ） / 天神有海（第3期第1話 - 第11話の代役）
どれみ・はづきとはソナチネ幼稚園の頃からの同級生。旧・新SOSトリオの一員。背の低さへの強いコンプレックスがあり、奥山なおみとは天敵の関係。たびたびからかっては泣かせてしまう。彼女と同様、カエルが苦手。立ち位置は右。
第6期では県立美空高校に進学し、どれみ・あいこと同じクラスに。ギャグの寒さは相変わらず。
谷山 将太（たにやま しょうた）
声 - 松本美和
小声で地味で目立たない。通称「昼間の幽霊」。将棋は強く、横川信子のホラ話に鋭い突っ込みを見せたことも。バッドカードが憑いた将棋の駒を持っていたため、将棋大会の決勝戦で思うような手が打てなかったが、どれみたちがバッドカードを取り除いたために優勝することができた。
第6期では都内の中高一貫校に進学。プロ棋士にもなり、現在は三段リーグに在籍。ある女流棋士との対局に敗れてから女流棋士コンプレックスになりかけていたが（実際スランプには陥っていたようだが）、山内信秋の仲介で行われたおんぷとの対局で再起の糸口を掴む。
中田 ごうじ（なかた ごうじ）
声 - 宮下道央
眼鏡と七三分けにガリガリな身体が特徴。コンピューターおたく系。アイドル瀬川おんぷの大ファンだが、自分から話しかけられないために、おんぷのファンクラブにメールを出していた。どれみたちとの交流で自分から話しかける勇気を得た。
中山 しおり（なかやま しおり）
声 - ゆみたかよ
体が弱い少女。成績はいいが学校は休みがち。母親は幼い頃に亡くなり、塾経営の父親との父子家庭。母親の顔を思い出せないことを辛く感じ、母の日を嫌っていた。継母である矢田まさるとは精神的なつながりを持つ。5年のときには美空第一病院に入院していた。心臓に持病を抱え6年の初めに手術を受ける。その後しばらくして、様態が急変し、美空病院の集中治療室に入るという危篤状態になったことがある。
花田 志乃（はなだ しの）
声 - 池田千草
父の仕事の都合で海外暮らしが長く、日々カルチャーショックを感じている。劇中ではモンゴルが好きだと言っていた。外国のお土産を自慢して、玉木に冷たい目を向けられたことも。
林 りょうた（はやし りょうた）
声 - 水樹洵
怪獣マニアで、ヒーローマニアの天野とは気が合う。いがぐりのような頭をしている。「ガザマドン」という怪獣アニメが特に好きで、怪獣の絵が得意。サッカー部の一員でもあるが、怪獣模型の制作に熱中して試合を忘れたこともあった。
あまりの怪獣好きにオタクと言われたことから一時怪獣とは縁を切ったが、どれみたちのおかげで元通りになった。
第6期では県立美空高校に進学し、高3でどれみと同じクラスになる。怪獣マニアが高じて、特撮物の監督を目指している様子。
樋口 まき（ひぐち まき）
声 - 幸山奈央
インラインスケートがうまい。輪のつくものを何でも乗りこなす兄がおり、いささかブラザーコンプレックスの気あり（その兄はおんぷの禁呪でどれみに恋をした）。
宮本 まさはる（みやもと まさはる）
声 - 加藤春菜（テレビアニメ全般）→津村まこと（第5期 - ）
優等生だが「何でも二番」というタイプ。七三分け。威張らず、出しゃばらず、いつも二番らしい。小学3年生の時にはそんな自分の殻を破るべく学級委員長に立候補して玉木を下すも、5年生の時に児童会長に立候補した時に演説で緊張しすぎて固まってしまい、何も主張できないまま、彼女の返り討ちに遭う形に。
第5期では伊集院さちこに片思いし、新SOSトリオにはやし立てられて、リコーダーに間接キスしようとする。告白するも振られてしまった。第1期第50話で見習い服姿のおんぷが箒で飛んでいる所を目撃した。
柳田 すすむ（やなぎだ すすむ）
声 - 星野園美
かなりふくよかな少年。見た目の通り大らかだが、大好物のあげパンが絡むと俄然やる気を出す。最高で54個あげパンを食べたことがある（小学3年時）。将来はパン屋になるという夢がある。
山内 信秋（やまうち のぶあき）
声 - 家富ヨウジ
坊主頭の霊感少年。礼儀正しく、誰に対しても丁寧語で話す。実家は「山内寺」という寺（少なくとも江戸時代末期には存在していた）で、6年生の時を除く毎年夏休み終わりには彼の家で怖い話をし、その近所で肝試し大会が開催されている。隣の家の佐藤なつみとは幼馴染。第3期以降はどれみとクラスが離れているが、1組全員が驚いているシーンに紛れ込んでいることが多い。
第6期では県立美空高校に進学。クラスはどれみたちと別ながら、図書館で出会った際には、実家を継ぐことに対する迷いを見せていた。
見かけによらず、甘いもの（スウィーツ）が好き。幼馴染のなつみによると「小学生の頃から、こっそりクリスマスケーキを食べていた」また「家がお寺でなければ、お小遣いをすべてお菓子につぎ込みたい」とも言っていたとか。おんぷが映画で女流棋士を演じることになった時には、スランプに陥った谷山将太を立て直す目的もあって両者（谷山とおんぷ）の対局をセッティングした。
渡部 みちあき（わたべ みちあき）
声 - 山崎剛（現・山崎良郎）
眼鏡をかけた少年。実家は文房具屋で、父譲りの手品の腕を持つ。父親の代わりに出たマジックショーでは、ハプニングに見舞われながらも、大盛況のうちに成し遂げることができた。

##### 不明
小川 よしみ（おがわ よしみ）
都合上、第3期以降にてエキストラのみの登場となった人物。名前以外のキャラクター設定などは一切不明。第3期OPにも登場。

#### おジャ魔女たち（小学校時代）の先輩・後輩
五十嵐（いがらし）
声 - サエキトモ
どれみの3学年先輩で、放送開始当初からどれみの憧れの存在であり続けたサッカー部のエース。どれみが小学4年生の時に、サッカーの強豪校である中田中学校に進学している。
知らないうちに、どれみが魔女になるきっかけを作ってしまった。小竹や木村などの後輩からはもちろん、同級生のチームメイトからも敬語を使われるほどのキャプテンシーを持つ。指導者としては突出した実力者よりも堅実なプレイスタイルの選手を重視する傾向があり、3期で臨時コーチをした際には小竹を敢えて控えとして基本や初心に戻ってプレーする大切さを教えた。
高橋 真樹（たかはし まき）
声 - 幸山奈央
五十嵐先輩の恋人。中学校は上記の都合で別々の学校に通っている。一時は別れかけたが、どれみの陰ながらの助力で復縁した。運動会では実行委員長を務めていた。魔女見習い姿のどれみを最初に目撃した人物。
芝山 だいち（しばやま だいち）
声 - 奥島和美
芝山みさきの兄。サッカー部所属。
浜田 かずお（はまだ かずお）
声 - 葛城七穂
浜田いとこの長兄。第1期（どれみ3年生）の時点で6年生。6兄弟全員が小学校に在籍する最初で最後の年ということで、運動会に並々ならぬ気合で臨んだ。
浜田 きぬよ（はまだ きぬよ）
浜田いとこの姉。第1期の時点で5年生。
浜田 さちお（はまだ さちお）
浜田いとこの次兄。第1期の時点で4年生。
浜田 てるお（はまだ てるお）
浜田いとこの弟。第1期の時点で2年生。
浜田 ぼたん（はまだ ぼたん）
浜田いとこの妹で末っ子。第1期の時点で1年生。
橋本 真司（はしもと しんじ）
声 - 山口眞弓
おもちゃ屋の息子。第1期では6年生で天野こうたがおんぷとデートをしていたと誤解して彼に喧嘩を申し込んだ。最終的に妹のためにおんぷのサインをもらおうとした事実を話し、誤解は解け仲直りした。
おんぷちゃんファンクラブの会長という肩書きを持っている。
むつみの兄
声 - サエキトモ
プロレス好き。いつもむつみに意地悪をしている。第4期では中学生となり、勉強に専念するためむつみの相手をしなくなっている。
沢田 たみお（さわだ たみお）
声 - 魚谷香織
どれみたちや萩原たくろうが所属する音楽クラブの部長（第3期&第5期）。どれみが最初に想像していた「かっこいい先輩」にはほど遠い外見。得意な楽器はギロ。
ともや
声 - 中山りえ子
美空第一小学校6年1組のどれみたちの先輩（第3期&第5期）。万田ようこのグライダー造りの師匠であり、趣味を通じての友人。
平松
声 - 間島淳司
美空小の数少ない野球部の部長。第5期第9話ゲスト。ポジションは捕手。6年生には見えないほど低身長である。人数不足により野球ができないのが悩みの種。偶然高木を見かけたももこのおかげで何とか人数は集まり、野球を続けるようになった。宇井一小と試合を行い、123対0という大敗だったものの本人たちは楽しんだ模様。

#### 春風ぽっぷの同級生
ぽっぷは 第1期『おジャ魔女どれみ』ではソナチネ幼稚園の年中組であり、のちに年長組を経て美空第一小学校に入学した。小学校でのぽっぷのクラス（1年1組）では、ソナチネ幼稚園出身者とプリムラ幼稚園出身者がほぼ半々という構成である。

##### ソナチネ幼稚園出身
※印は「ぽっぷちゃん親衛隊」のメンバー。
かずひろ ※
声 - 斉藤祐子
ぽっぷちゃん親衛隊の一人。少しぽっちゃりしていて、眼鏡をかけている。
公敬（きみたか）
声 - 竹内順子
ぽっぷの同級生たちのガキ大将。どれみに対する小竹のような位置づけで、いつもぽっぷに突っかかっているが、本当はぽっぷのことが好き。第3期の頃はぽっぷと並んでプリムラ幼稚園出身者に敵意を顕わにしていたが、学芸会の際にえりかに買収されるといった詰めの甘い一面を見せた。
小学2年（第4期）の時に父親の仕事の関係で北海道の小学校へ転校してしまうが、転校間際にぽっぷに告白する（これに対し彼女は「ずっと忘れないよ」と魔法で返事をした）。
第6期では札幌の両親の元を離れ、日高振興局（旧称は、日高支庁）の沙流郡にある日高町で牧場を経営している親戚の家（牧場の名前は『ヒヒーン牧場』）で暮らしている。悪ガキだった当時と比較し、どれみに対しても「どれみさん」と呼び敬語で話すなど精神的にも成長している。競馬の競走馬を育てる仕事に生き甲斐を感じ、地元の中学に編入し蓄産科がある高校への進学を目指している。ぽっぷとの交流は今も続いており、修学旅行で東京に来た際にぽっぷをゴールデンウィークに北海道に来るように誘っている。
くみこ
声 - 丹羽紫保里（第1期第25話 - 第29話）→宮下富美子（現・宮下富三子）（第2期第14話 - ）
ぽっぷの友達の女の子。学芸会ではシンデレラを演じた。
さやか
声 - 水樹洵
おとなしい性格の女の子。ヨーグルトが苦手だったが、はづきのアイデアにより克服した。
たかのぶ
声 - 永澤菜教（放送開始当初は長沢直美）
きみたかの子分の1人。
たつや ※
声 - 松本美和
ぽっぷちゃん親衛隊の一人。
ともみ
声 - 永野愛（第1期第15話）→梶川さほり（第1期第25話 - 第29話）→氷青（第2期第14話 - ）
ぽっぷの友達の女の子。
ひろこ
ぽっぷの友達の女の子。
ふみお ※
声 - 宮下富美子
ぽっぷちゃん親衛隊の一人。芝山みさきと一緒に、風邪で寝込んでいるマジョリカとララの代わりにMAHO堂を手伝ったことがある。
芝山 みさき（しばやま みさき） ※
声 - 天神有海
ぽっぷちゃん親衛隊のリーダー。兄思いの性格。ぽっぷより先に、見習い服姿のどれみたちに出会っている（この時どれみに、ペンダントの精であると言われた）。また、直後に兄の試合会場へ向かった際は、どれみのほうきに2人乗りしていた。
よしあき
声 - 氷青
きみたかの子分の１人。細目が特徴。
よしひこ ※
声 - 水樹洵
ぽっぷちゃん親衛隊の一人。背が小さくて垂れ目が特徴。
りえ
声 - 松本美和

##### プリムラ幼稚園出身
玉木 えりか（たまき えりか）
声 - 永野愛
玉木麗香の従妹。容姿も性格も麗香そっくりで、カチューシャをしている。クラスでもピアノでもぽっぷのライバルであり、小学1年生の時点で難曲を弾きこなし、「同じ発表会に出る」とぽっぷにプレッシャーをかけて挑発するが、当日は本番直前に麗香にすすめられるままにお菓子を食べすぎて失敗してしまった。また、学芸会の当日におたふく風邪にかかるなど何かと不運にみまわれる。
ちえみ
声 - 埴岡由紀子
玉木えりかに何かと味方する腰巾着的存在。ソナチネ組のことはよく思っていないらしい。
らいた
声 - 松本美和
かつてはえりかに組してソナチネ組をからかっていたが2年になった頃には興味がなくなっていた模様。名前は設定資料集から判明しているだけで劇中では呼ばれない。

### 美空高校

#### おジャ魔女たちの同級生
祠堂 優菜（しどう ゆうな）
1年生の2学期早々に、席替えでどれみの前の席になった女の子（1学期の間は名簿順で、あいこの前の席だった）。小柄で、どれみによると、守ってあげたいタイプ。ケガをした際、あいこにお姫様抱っこをされたことがある。
実家は、金属の加工を主にやっている町工場で、本人もコンピュータや電気関係の本を読んだり、携帯のストラップを手作りしたりしている。実家の工場で、MAHO堂で販売するマドレーヌの型を製作した。科学部部長の成田暁と仲が良く、宮前空に好意を持たれている様子。
丹羽 雛子（にわ ひなこ）
2年生の新学期に、名簿順でどれみの前の席になった女の子（その時の、後ろの席はハナちゃんであった）。長い髪をツインテールにしていることが多い。文芸部。おしゃれな美少女で、よくモデルにスカウトをされたり、男子にモテてデートしたりしているようである。女子高生向けのファッション誌で「ヒナ」という名前で読者モデルをしている。
背が高い奥山なおみを、モデルに向いていると見込み、読者モデルに誘い、男装させる（男性モデル扱い）。自身は身長があまり高くないため、ファッションモデルは諦め、ファッション業界で仕事をしたいと思っている。小学校2年生の達也という弟がおり、一緒にサッカー部の試合を観に来たことがある。
緑町 哲哉（みどりまち てつや）
どれみたちの同級生。サッカー部に所属しており、ポジションはDF。苗字が呼びづらく小竹と名前が被るからと、どれみからは「みどりん」と呼ばれている（本人は嫌がっているが、部員たちからも定着しているらしい）。成績は良く高校受験を控えた弟がおり、勉強も教えているらしい。受験勉強（サッカーとは関係のない学校に進むとのこと）に集中するためやレギュラー争いなどで部活を退部してしまった。

#### おジャ魔女たち（第6期）の先輩・後輩
立花 恭平（たちばな きょうへい）
美空高等学校3年→獣医学系大学（獣医学部）進学。
長身で目付きが悪く、いい噂を聞かないことから、当初どれみとあいこは敬遠していた。しかしはづきが巻き込まれたカレン女学院裏サイト事件の犯人を追うさなか、麗香と出くわした時に、（麗香が）普段とは違う服装をしていたことに気づいたどれみたちが調べた結果、麗香の想い人であることが判明した。
風体に反して動物好きで、「政宗」と名付けた隻眼の猫を飼っていたが、自宅がペット飼育禁止のマンションのため、やむなく公園に隠して育てていた。その政宗が子供に虐待を受けていたのを、麗香が見つけて動物病院に運んだところ、そこが（政宗の）親猫の飼い主（恭平の友人）がかかりつけにしている病院だったので、飼い主からの連絡で彼が駆けつけて来たのが麗香と恭平の出会いだった。
暴走族に属していたが、「やりたいこと（獣医を目指す）が見つかった」として、高1時代の担任で親類でもある八巻先生のアドバイスも得て彼らとの決別を決意。そのために暴走族に付け狙われることになり、危機を感じた麗香を通じてどれみたちや八巻先生らが動くことになる。この時、八巻先生がかつて、暴走族の伝説の3代目総長であったことが判明し、不良集団は土下座した上で恭平とは完全に縁を切った。このことがあって後、無事に志望校に入学を果たすが、（本人によると）基礎学力が低いので、講義（授業）について行くのが大変であるとのこと。また前述の風体のため、とあるペットショップでアルバイトをしようとしたら「客に怖がられる」との理由から、採用を見送られ落ち込んだことがあるらしい。
どれみたちが2年生の夏には、東北のとある牧場で住み込みで働いていた（麗香によると「小動物の相手をするより、牛や羊の相手をする方が楽しいみたい」）。なお、その後9月になって美空市に戻って来た（ようである）。
小暮 麻紀（こぐれ まき）
美空高校3年→大学へ進学。
どれみの前のサッカー部マネージャー（レオンによるとカリスママネージャーとのこと）受験の合間を利用し、どれみにサッカー部のマネージャーの仕事を教える。このことはサッカー初心者のどれみにしてみれば、かなり厳しいということだが本人によると「ちょうどいい息抜き」だそうである。なお、志望校には無事合格したそうである。
成田 暁（なりた あきら）
美空高校3年生で、宮前空が所属する科学部の部長。どれみと同じクラスの祠堂優菜とは家が近所で、同じ小学校に通っていたため仲がいい。
眼鏡をかけていて細身のイケメンだが、いわゆる「オタク」で、休日の外出先は当然のようにアキバで、学校での話題はロボット・SF・コンピュータが中心らしい。島倉かおりによると「ガッカリなイケメンって噂の先輩」。
柏木 千波（かしわぎ ちなみ）
美空高校新1年→新2年。どれみと同じく、サッカー部にマネージャーとして仮に入部して来た。明るく元気な女の子（副部長の小竹によると二人いると、ちょっとうるさい）。家族揃ってサッカーのファンであり、小学生の頃から地元のJリーグのサポーターでもある。しかし中学時代は話の合う（サッカー談義ができる）女友達に恵まれず孤立していた。高校で改めて友達作りを始めるが、一緒に仮入部してきた2人の同学年女子が辞めたことで、一時は部活を欠席するほど落ち込んでしまう。しかしどれみとの会話で立ち直り、正式にマネージャーとなる。
「千波ちゃん」「ちなちゃん」とみんなから呼ばれている。
仮入部の時は副部長になった小竹を狙っていたようだが、どれみとの関係を見ているうちに、入り込む余地がないことを悟り身を引くと宣言をした。その代わりJリーグのユースで活躍中での木村たかおに白羽の矢を立てたようである。
瀬戸 浩輔（せと こうすけ）
美空高校新1年→新2年。サッカー部の男子マネージャー。元はサッカー部員でポジションはDF。体力がなく部員としての限界を感じ、2年生になってから志願してマネージャーとなる。サッカーの知識は豊富でどれみも大いに助かっている。ポジションが同じでプレースタイルが似ていた緑町を尊敬していた模様。

### その他の児童・生徒・教師

#### 美空第一小学校 教員
関（せき）
声 - 葛城七穂
3年2組/4年2組/5年1組/6年1組担任。どれみの3年から6年の担任。褐色の肌と独特の髪型が特徴。ハキハキした性格で、男性口調で話す。そのため基本的な二人称は「お前呼ばわり」しているか「あんた呼ばわり」していることが多いのである。時には厳しく、時には優しく生徒たちを見守り、生徒たちから慕われている。基本的に生徒側の味方であり、MAHO堂運営の時も、生徒の問題行動の時も擁護していた。生徒たちに助言する際も各自の特性を見ている。時に冗談を言うのだが、どれみはそれを聞いて気絶したことがある。母子家庭であることを理由に私立小学校の教員試験を落とされた苦い経験があり、片親家庭の生徒にはそのような理不尽な差別に負けないで欲しいと願っている。大型バイクを乗り回し、剣道の審判の免許や華道の名取をも持っている活動的な人物。どれみたちがMAHO堂を手伝うことも「勉強に支障をきたさないなら」という条件で好意的に認めていて、MAHO堂に時折様子を見に行ったりしている。
ミッション系のお嬢様学校であるカレン女学院出身だが、高等部の時に後輩が不良高校生にちょっかいを出された時、その学校（しかも男子校）まで乗り込んで行ったり、意地悪な上級生に決闘を挑んだりするなど、男勝りな性格に恥じない豪胆な伝説を持っている。この時にシスターと出会い、「自分もあの人のような教師になりたい」と思い、教職に就くことを決意した。
見合いがきっかけで知り合った喜多川という恋人ができる。しかしニューヨークに赴任してしまったため、現在は遠距離恋愛状態になったものの、連絡を取っている描写がある。喜多川は赴任する際「（当時の受け持ちの生徒〈4年生のどれみたち〉の）卒業式に迎えに来る」というメールを残しており、その後彼とどうなったかは不明であったが、第6期では相手は不明ながら結婚している描写がある（5・6年生時のはづきたちの担任である西澤優香〈テレビシリーズでは西沢ゆうか〉より1年後に結婚した事実だけがあり、結婚生活や子どもがいるかどうかは一切不明である。なお結婚後も、〈旧姓になる〉関姓で教壇に立っている）。
パソコンが苦手。英語を話せる。小学生の時は体の成長が早かった。生徒たちのことは基本的に名字で呼ぶが、矢田のみ常にまさると下の名前で呼んでいる（だが、ごくまれに矢田も名字で呼ぶこともある）。
デザイン・服装の元ネタは、TVドラマ版『ショムニ』の坪井千夏を演じた時の江角マキコである。これは名前のモデルとなったプロデューサー・関弘美からのオーダーによるもの。また、制作時のミスで、修学旅行の時の島倉かおりの想像した6年1組の集合写真の中に、彼女が二人写っていた。
第6期第2巻第5章まではぽっぷの担任をしている描写がある。なお、どれみの担任の八巻六郎とはツーリング仲間であるとのこと。
ゆき
声 - 今井由香→折笠愛（第一三共ヘルスケア「トラフル」WEB限定コラボCM ）
養護教諭。担任は持っていないが、保健室で生徒たちの健康管理と心のケアを行っている。生徒たちから慕われていて、直接相談を持ちかけられることも。関先生とは仲が良く、一緒に温泉に行ったり、「彼氏が出来たら互いに話そう」という約束までしている。真面目で優しい性格だが、関先生に彼氏が出来た話をどれみたちから聞いたときは一時的に「天然キャラクター」になってしまった場面も。「ゆき」は苗字で、美術担当のゆきゆきえに由来する。
その正体は魔女界の女王様。どれみたちとの出会いの経緯や美空第一小学校に入った意図については女王様とその御者の項を参照。
第6期（最終巻）で、どれみが美空第一小学校に赴任した際、ゆき先生がいるような記述がないため、既に退職したとされる。
トラフルとコラボしたWEBアニメでは口内炎に悩む彼女の姿が描かれた。この時偶然にもおジャ魔女たち（ももこ以外）の姿を目撃する。
校長
声 - 金光宣明
恰幅のよい初老の男性。見た目どおり、おおらかである。本名は「東堂いづみ」。
赤堀（あかぼり）
声 - 赤井田良彦
教頭。痩せぎすでセコく、どれみたちがMAHO堂を手伝うことに最後まで反対していた。なにかと口うるさいこともあるが関先生にうまくあしらわれてしまうことが多い。アマ将棋有段者（初段）でもある。情熱に弱い所があり、ももこの「目指せ甲子園」の一言で野球部の練習試合を認めたこともあった。第6シリーズ最終巻で、教員生活最後の年（定年間際）に晴れて美空第一小学校長に昇任。
西澤 優香（にしざわ ゆうか）
声 - 徳光由禾
第3期より登場。5年2組/6年2組担任。美空小学校にやってきた新任教師ではづき・あいこ・おんぷの担任となる。関先生の高校時代と大学時代の後輩で、関先生を尊敬している。中学の時にみた青春ドラマの教師に憧れ教職を目指すようになる。新任教師のため、最初の頃はクラス運営がままならず、5年2組は一時学級崩壊状態になったこともあった。ドラマにかなり感化されていて、生徒たちを巻き込むのが玉にキズ。教師としての指導方針は1組の関先生と対照的に大甘。かつての人気学園ドラマ「走れ熱血先生」のテーマソングを歌っていたバンド、エバーグリーンの大ファン。普段は穏やかな性格だが、ゴキブリを見ると人格が変わる。いちごが好き。「西沢」と表記されることもある。第4期の時のキャンプのオリエンテーリングで、スタンプラリーのご褒美として勝手に夏休みの宿題の免除を約束するなど何かと関先生を困らすこともある。音楽は全くできないが、なぜか音楽クラブの顧問を受け持っている。
第6期第1巻第1章での同窓会での発言によれば、先輩である関先生より1年早く結婚して、現在は育児休暇中。この同窓会の2次会で、カラオケを独占し熱唱してしまう。
ひなこ
声 - 飛松加奈子
1年1組/2年1組担任。ソナチネ幼稚園のかなこ先生とは瓜二つだが、二人に血縁関係があるかどうかは不明。
市川（いちかわ）
声 - 勝生真沙子
3年1組/4年1組担任。クラス内で競争をさせていたことが、結果として長門かよこを追い詰め彼女を不登校にさせてしまった。その後フリースクールに携わり、かつての自らの行いの問題点に気付き、彼女に詫びることとなる。
MAHO堂のメンバー全員が、関先生のクラスに所属していた第1期・第2期には登場していない。

#### 県立美空高等学校 教員
八巻 六郎（やまき ろくろう）
声 - 木内秀信
第6期（第1巻＆第2巻）では、どれみやあいこが（後にももこも）在籍する1年A組の担任。第6期（第3巻以降、2年次。クラスは不明）では、どれみ・ハナ・小竹の担任となる。第6期（第6巻以降）どれみが在籍する三年F組の担任となる。初登場時45歳。既婚者である。痩身でメガネをかけている。ひどいダミ声で顔に関しては、どれみは爬虫類のようだと形容した。それゆえあだ名は「カメレオン」をもじって「レオン」とされた。かなりのヘビースモーカーで、愛飲のたばこは缶入り「ピース」。歯はヤニだらけで、さらに前歯が一本欠けている。髪は白髪交じりの剛毛で、寝癖がひどい。
また根っからのジャイアンツファンであり、タイガースファンのあいことは仁義なき戦い（タイガース－ジャイアンツ戦で互いの敵チームの勝利を掲載した新聞（主にスポーツ紙）を相手の机に置く）を繰り広げるほどの犬猿の間柄。
どれみたちはその容姿や、一見やる気のなさそうな言動から当初彼を好いていなかったが、生徒に寛大でフランクな態度をとる一方、生徒の悩みに親身になって答え、時には体を張って生徒を守る八巻先生と接するうちに、見かけで判断していたことに気づき認識を改める。また、授業は雑談が多く、黒板の記入も適当と大雑把だが、授業の内容のプリント（プリントだけはパソコンで作成）は1枚で授業のポイントが的確に押さえられており、かつ、このプリントの内容をしっかり理解しておけばテストもいい点は取れるらしい。
かつて「美空爆裂族」という暴走族の3代目総長であった異色の経歴を持つ。妻はカレン女学院OGでカリスマ主婦モデルの八巻美奈子。立花恭平は親戚に当たる（妻と恭平の母が従姉妹）。
どれみが所属する、サッカー部の顧問でもある。
長尾（ながお）先生
あいこの所属する陸上部の顧問。

#### ソナチネ幼稚園 教員
かなこ先生
声 - 飛松加奈子
とっても優しい先生。
順一（じゅんいち）先生
声 - 家富ヨウジ
ぽっぷの初恋の人。かなこ先生が好き。

#### カレン女学院 教員
シスター
声 - 山本緑
修道女。関先生の学生時代の頃の恩師。外見は厳しそうだが、温厚で心が広い。

#### クラスメイトの家族
岡島の祖父
声 - 菅原淳一
岡島道場の師範。近所にある服部道場の服部師範とは、若い頃からのライバル。
奥山なおみの母
声 - 不明
佐藤なつみの父
声 - 宮本充（子供時代：木内レイコ）
寺の住職である山内の父とは、異教徒同士だが互いに幼馴染で、子供の頃は仲良しだった。しかし、かつて井戸のユウレイにさらわれたことがあり、そのときに何か道具を取りにいった山内の父を逃げたと誤解し、彼とは犬猿の仲に。しかし第3期第29話でどれみに諌められ、和解する。
杉山豊一の母
声 - 宮下富三子（放送当時は宮下富美子）
授業参観で、息子の豊和が後ろ（自分の方）ばかりを向いて授業に集中していないことを恥ずかしがっていた。
横川信子の父
信子の父。信子によると冒険家で、3年前にカンボジアに向かい行方不明となっていたとされていたが、実際は嘘であり、授業参観にも来ていた（あいこが転校した日の翌日）。その事実をどれみたちから聞かされたあいこはひどく憤慨した。
玉木麗香の父
声 - 佐藤太
複数の会社を経営する実業家。金持ちではあるが、それを鼻にかけ自慢したり、威張ったりしない善人。倒産で失業してしまったあいこの父・幸治を、自分が経営するタクシー会社へ就職を斡旋する。
娘の麗香を溺愛しており、ほとんど叱ったことが無いため、麗香から本当に自分は父親に愛されているのかと試されたことがあるが、実際には、麗香が幼くて覚えていないだけで一度彼女を叱ったことがある。
玉木麗香の母
声 - 宮下富三子
美人なお母さん。夫同様に優しい。
中島正義の両親
声 - 鈴木琢磨（父）、松本美和（母）
父親は警察官（階級は巡査）。どれみが仕事中の彼を見て、自分の同級生の父であることを見抜くほど正義に似ている。妻は正義と旦那がケンカをしていても止めないマイペースな性格。
長門かよこの父
声 - 織田優成（放送当時は有馬克明）
怒りっぽい性格で「学校が悪い」と決めつけたり、妻に暴力を振るうことも多々あったが、かよこの本心を知り娘に謝罪をした。
長門かよこの母
声 - 横手久美子
泣いてばかりで責任感に欠ける所があり、夫から暴力を受けることが多々あった。
萩原 哲朗（はぎわら てつろう）
声 - 速水奨
萩原たくろうの父で元音楽グループ「エバーグリーン」のメンバー。現在はしがない会社員。自分が作曲を手がけた歌が、最初の曲以外全く売れなくなり、さらに他の作曲家が手がけた曲が大ヒットして、作曲を任せてもらえなかったことがきっかけで音楽に対する情熱を失ったが、どれみたちの働きと昔の仲間の説得のおかげでロック魂を取り戻した。
萩原 景子（はぎわら けいこ）
声 - 塩味薫
萩原たくろうの母。夫の哲郎とはバンド時代からの付き合い。長身でひょろっとしている哲郎とは異なり、小柄で少しぽっちゃりしている、言うなれば正反対の体型である。
長谷部秋穂
声 - 熊谷ニーナ
長谷部たけしの母。小料理屋「秋穂」を1人で切りもりし、夫の死後、息子・たけしを女手一つで育て上げた。美人でさっぱりとした性格。この「秋穂」は春風渓介と妹尾幸治の行きつけの店となっている。たけしを悪く言った酔っ払い（声 - 佐藤晴男）に本気で怒るなど、息子・たけしに対する母親としての愛情も見せる。たけしが自転車で富士山に行くことには了承したが、その時目に涙を溜めていた。
浜田いとこの祖父
声 - 不明
平野 かりん（ひらの かりん）
声 - かないみか
平野いちろうの妹。なかなか自分の相手をしてくれない兄・いちろうに嫌気がさし、ぽっぷの妹になろうとしたが、力持ちのいちろうだからできる遊びがあることに気付き仲直りした。
丸山みほの母
声 - 千束美紀
引っ込み思案な娘が、親友として横川信子を自宅に連れてきたことを大変喜んでいた。
矢田まさるの義母
声 - 横手久美子
まさるのことは本当の子供のようにかわいがっている。
矢田まさるの父
声 - 平田広明
職業は不明で（トランペッターとも言われている）、ドイツに単身赴任中。ごくたまに日本に帰国する。
飯田かなえの父
声 - 金光宣明
ステーキハウス飯田の店長にして飯田かなえの父親。
倒産する骨董屋からバッドカード入りの招き猫を貰った日から不幸に見舞われ続けた店主。
妻は入院、かなえも鉄棒から落ちて負傷、自身も火傷を負うと不幸が続いた。
どれみたちの活躍でバッドカードは除去され、元通りになった。
飯塚 けんじ（いいづか けんじ）
声 - 菊池心（現・菊池こころ）
飯塚けんたの弟。自転車で（2泊3日の強行軍）の富士登山の2日目に御殿場の祖父の家に泊まると聞いて、おじいちゃんに「よく来たね」と褒めてもらいたかったがために兄・けんたに付いていった。失敗ばかりの小竹を小バカにしていた。
伊集院さちこの両親
声 - 宮本充（父）、速見圭（現・はやみけい）（母）
夫婦ともに中学校の教師である。どれみや他のクラスメイトが将来的に通うとされる（第6期を除く）美空中学校の教員であるかは不明である。
梅野ゆかりの父
声 - 中嶋聡彦
銭湯「梅之湯」を営む。ボイラー室で湯気にまみれて温度調節をしている。ゆかりによると短気だが、本人はいつもゆかりに手伝わせて悪いと思っている。
小泉まりなの母
声 - 宮下富美子
まりなに、教室に花を飾る提案をした。
谷山将太の両親
声 - 松尾銀三（父）、甲斐田ゆき（母）
父親は小料理屋「よりみち」の店主。元プロ棋士。妻も一緒に小料理屋で働いている。
中山しおりの父
声 - 金光宣明
塾経営。学校を休みがちなしおりにも勉強を教えているが、本人が反発することもしばしば見受けられる。
中山しおりの母
声 - 徳光由禾
故人。第2期第15話ではどれみたちがエーデルワイスに魔法をかけ、母の日にしおりの前に姿を現した。
樋口 秀三（ひぐち しゅうぞう）
声 - 奥島和美
樋口まきの兄。輪のあるものを何でも乗りこなし、どれみのもうひとりの憧れの人。おんぷの禁呪で、恋人がいるのにどれみを好きになってしまった。実際は沢田美香（さわだ みか）（声 - 水樹洵）と両想いだった。
松下あやの父
声 - 二又一成
寿司職人。「松寿司」の店主。ゆかりの父同様短気だが、本当はあやにも客にも優しい。
山内信秋の祖父
声 - 丸山詠二
信秋が1年生の頃に亡くなっており、生前は忙しい息子夫婦に代わり、孫の信秋を可愛がっていた。竹細工が得意で、蔵には今も多くの作品が残っている。
亡くなる直前、信秋にプレゼントするために竹細工の馬を作っていたが、完成させられないまま他界。それ以降「馬を完成させて孫にあげる」という約束を果たすため、成仏せずに檀家やはづきたちの前に現れては協力を願い続けていたが、失敗。怖がられるか気づかれずに無視され続けた。そんな人々に対しても恨み言は言わず、当然だと笑って許すほど温厚な性格で、信秋にうそがついたことがあるかと聞いた時「いいえ」と即答されるほど、約束を守る誠実さも持っていた。
一方その約束を守りたいがために、信秋の前にだけは姿を見せることができずにいた。「おじいちゃんなんか大嫌いだ」という信秋の言葉は気にしていなかった様子。
後に事情を聴いたどれみたちの協力で、信秋と再会を果たし、作りかけだった馬のおもちゃを完成まで導いた。
山内信秋の父
声 - 小村哲生（若い頃：家富ヨウジ）
山内寺の住職。教会のである佐藤なつみの父とは、異教徒同士だが互いに幼馴染で、子供の頃は仲良しだった。しかしかつてなつみの父が井戸のユウレイにさらわれたことがあり、そのときに何か道具を取いったのだが、なつみの父に逃げたと誤解され、彼とは犬猿の仲に。しかし第3期第29話でどれみに諌められ、和解する。
吉田かずやの父
声 - 千葉繁
老舗のタイヤキ屋「元祖吉田屋」の店主。あんこのことで息子のかずやとケンカをしてしまう。なお、吉田父子の関係には、脚本担当の大和屋暁と、父君である大和屋竺との関係が念頭にあったという。また、彼のスタイルは、実際に取材をした老舗タイヤキ屋の主人がモデルになっているという。
吉田かずやの母
声 - 榎本智恵子
渡部みちあきの父
声 - 上別府仁資
本業は文房具店の店主だが、アマチュア・マジシャンで、毎年恒例の美空町マジックショーに出演している。腰が弱く、ぎっくり腰になった際、息子のみちあきに代役を託す。
柳田の母
声 - 前田梨衣
林りょうたの母
声 - 松雪千鶴
息子のりょうたがあまりの怪獣好きなので成績が悪いと玩具を捨てようとしていた。

### 芸能界関係者
パパイヤ兄弟
声 - 高橋広樹（アニキ）、宮田幸季（オトウト）
売れないお笑いコンビ。あいこからは「SOSトリオといい勝負」と評されるが、はづきだけは笑っていた。アニキがツッコミ担当で、オトウトがボケ担当。アニキは、平仮名や漢字を間違える癖があり、オトウトは日常でもボケを演じている（電話の音を消防車、パトカーと救急車のサイレンを聞き間違えるなど）。田舎から上京後、表舞台へと立つが売れず、所属事務所を解雇されてしまう。そして田舎へ逆戻りしようとしたところ、ある男性に「一千万用意すればスターにする」と言われたためにはづきを誘拐する。しかし、アニキがどれみの家に脅迫電話をした際に住所を言ってしまったことで、追跡して来たどれみとあいこに魔法で遊ばれた挙句に高い木の上に乗せられ、もう二度と誘拐事件を起こさないと誓うものの、二人の魔法玉が切れてしまい絶体絶命のピンチに陥る。そして木から落下したところを魔法が使えるようになったはづきに助けられた。魔法に関しては「キツネに化かされた」と思い込んでいる。その後は、はづきを家まで送り謝罪すると同時に自力でスターになることを決意した。第3期の第25話で、一瞬だけどれみが観ていたテレビに映っていた。
森野 かれん（もりの かれん）
声 - 岬風右子
控えめな芸能アイドルで、相当なアガリ症に悩んでいたが、おんぷの魔法で改善され、おんぷと名作ドラマの主人公役のオーディションで最終選考まで競い合い、おんぷを破り主役の座をつかんだ。アガリ症は父親似とされている。
後の第4期で、バトルレンジャーに本人と思われるキャラクター（コマンダーレディホワイト）が出演していた。
第6期では、マネージャーでもあった母・美保が病に倒れ芸能活動休止の止むなきに至ったおんぷを支援し、彼女を自分の事務所に移籍させる橋渡しをした。
本郷 ちから（ほんごう ちから）
声 - 松本美和
子役の男の子にしておんぷの仕事仲間。どれみたちも知っているほど、業界では有名らしい。ハナちゃんに暴力を振るったり、どれみたちを追い出したりとかなりの我侭で性悪。わがままに見えるが、その裏には幼稚園にいきたいという彼なりのメッセージが込められている。
ちからの母
声 - 前田悠依（現・前田真里）
本郷ちからの母親。典型的な甘やかしタイプ。引っ込み思案なちからを芸能界に入れた所、めきめき頭角を現したので彼の芸能活動に力を入れている。そのため、ちからが幼稚園に行きたがっていたことには気付けなかった。
さくや
声 - 唐沢潤
世界の舞台で活躍している日本人女優。かつて演技を追求するために外国で勉強していた。公演で素晴らしい演技をおんぷの前で披露した後、おんぷに尊敬されている。オーディションに落ちてしまったおんぷに「子供でいられる時間を大切にしなさい」と教えて、おんぷを迷いから解放させた。
バトルレンジャー
声 - 佐藤晴男（バトルレッド）、小嶋一成（バトルブルー）、永野善一（バトルイエロー）、石川大介（バトルグリーン）、安達まり（バトルピンク）
戦隊ヒーロー。どれみやハナちゃんなど、作中の子供から人気。第4期では人気迷走により打ち切りの危機にあったが、コマンダーハナに変身したハナちゃんに影響されて根気を取り戻す。
コマンダーホワイト
声 - 遠近孝一
ワルワル将軍
声 - 西松和彦
バトルレンジャーの仇役。
コマンダーレディホワイト
ハナちゃんが魔法で変身した「コマンダーハナ」に影響されて誕生したヒーロー。

### ニューヨークの人々
メアリー
声 - 永野愛
いわゆる「アメリカ版の玉木麗香」と言えるほど、麗香とは瓜二つの性格と外見に家庭環境、また似たような境遇を持つ。麗香とももこが仲良しになったのも、ももこがアメリカにいた頃に彼女を知っていたからこそである。
ベス
声 - 天神有海
ももこにギターを教えた黒人の少女で、ももこのアメリカでの一番の親友。サチコから日本語を学んでいる。
サチコ
声 - 華木ミヤ
ももこが帰国した後、アメリカに渡った日本人。ベスと仲良くなる、彼女に日本語を教えている。第5期第2話でももこと正式に知り合った。
アメリカで祖母（声 - 橘U子）と一緒に暮らしている。
スザンヌ、リン、ポリー、アンナ、ボブ、ジョエル
声 - 渡辺明乃（スザンヌ）、小谷朋子（リン）、埴岡由紀子（ポリー）、松来未祐（アンナ）、天田真人（ボブ）、水田わさび（ジョエル）
ももこがアメリカの小学校で知り合ったクラスメイト。
先生
声 - 早水リサ
ももこがアメリカの小学校に通っていた頃の担任の先生。

### 人間界で暮らしている魔女・妖精
マジョルカ
声 - 荘真由美 / 木村亜希子（Blu-ray特典ドラマCD）
マジョリカとほぼ同時刻にウィッチー・クイーン・ローズから生まれた姉妹。マジョリカが先に誕生したため妹である。おんぷの師匠であり、彼女が所属する芸能プロ事務所の社長でもあった。
マジョリカとは魔女学校時代からライバル関係にある。第1期中盤ではMAHO堂を乗っ取って「元祖MAHO堂」としたこともあった。ただし決して仲が悪いわけではなく、マジョリカと忘年会用のかくし芸を一緒に練習したり、一緒に酒を飲み交わすなどしている、笑いのツボが恐ろしく広く、しょうもない親父ギャグにもウケてしまうため、親父ギャグが苦手。また酔うと口が軽くなる。
どれみたちに敗北した後、療養のため訪れていた沖縄で、魔法を使っている所を偶然おんぷに見られて看破され、魔女ガエルになる。魔女ガエル変化後はバケツに乗る。第4期第46話では魔女ガエルの呪いは消滅したため、元の姿に戻している。
第6期ではとある理由からマジョリカを罷免したハナちゃんが後見人に指名した。また、お酒は強い方ではなく、泥酔した結果、ハナちゃんから魔女界の秘密を簡単に話してしまい、後にハナちゃんが人間界で騒動をおこすこととなった起点人物。
ヘヘ
声 - 小西寛子
マジョルカの妖精。しゃべり方や容貌はコギャル系。性格などはマジョルカ似。妖精使いの荒いマジョルカを全くといっていいほど敬っておらず、また、おんぷにファンレターの返事を押し付けられるなどまともな扱いを受けていない。第1期終了後の2000年から担当声優の小西寛子が一時的に声優活動を休止していたため、第2期以降、セリフ付きでの登場は無かった。
マジョリリカ
声 - 井上喜久子
マジョリカの養母。今では伊豆高原でペンションを経営。後にはマキハタヤマリカの代役として登場してもいる。50年前に渡米ニューヨークを訪ねた際、マジョモンローに出会ったことをももこに話した。マジョリカからは「リリカママ」と呼ばれて敬愛され、どれみたちからは「リリカおばあちゃん」と親しみを込めた呼び方をされる。物覚えが悪い上によく転ぶ癖がある。ただ、育児に関してはどれみたちと同じように魔法は基本使わない（ハナちゃんのミルクも粉ミルクとお湯から作って、適温になるのを自ら確認してからハナちゃんにあげるなど）。また、魔法をあまり使わないため、魔女でありながら魔法のホウキの乗り方を一時忘れてしまうほど。
マジョモンロー
声 - 大谷育江
ニューヨークに住み、MAHO堂（お菓子屋）を営んでいた魔女。一度元老院のメンバーに推薦されたが、人間界でのお菓子作りを理由に断わった経歴があり、同じ魔女からの信頼も非常に厚かった。双子の姉妹ともいえるマジョバニラからは「彼女が元老院への推薦を断らなかったら、私が入ることは無かっただろう」と評されている。
渡米したばかりでアメリカに馴染めなかったももこに声をかけ親しくなる。その後自分の店に彼女を招き、お菓子を教えながら英語を教え、ももこを早期にアメリカに馴染ませてあげた。しかしそんなある日、バザーの結果報告のためMAHO堂にやって来たももこに、魔女界から戻った来たところを見られてしまい、魔女ガエルとなる。
容姿はマジョバニラと瓜二つだが、右の口元にほくろがある点が異なる。
マジョカーラ
声 - 宮下富三子
マジョミラーの養母。かつて200年前のロンドンに住んでいた。作中（第3期）の50年ほど前に亡くなっている。骨董店を営んでいた模様。
マジョアヴェニール＝佐倉 未来（さくら みらい）
声 - 原田知世
いわゆる「魔女をやめた魔女」。美空市のガラス工房に短期間滞在をしていた。長寿による軋轢から逃れるために一箇所に定住せず、転々と引っ越しを繰り返す生活を送っている。学校の帰り道にいつもの道を通らず、違う道を歩いたどれみが偶然彼女の工房（兼自宅）を発見し、仲良くなる。どれみにガラスを魔女の生き方にたとえ、ガラス細工を教えながら「魔女の生き方のその先を見たいならば自分と来ないか」と持ちかける。その後恋人に呼ばれ、ヴェネツィアに発った。美空市に在住していた時の住所は、東京都美空市東美空2丁目10番地5号であった。
TVシリーズで彼女が登場した唯一のエピソードである第4期第40話では、作中で魔女名が出ておらず、人間から魔女になったのか生まれ着いての魔女か不明であったが、第6期にて魔女名と、どれみと出会った後の行動、そして正体が判明する。
魔女名の「アヴェニール」はフランス語で「未来」という意味である。
マジョミシェル
セーヌ川右岸18区のモンマルトルにある、パリのMAHO堂（花屋）を1年前から営んでいる若い魔女。なお、マジョミシェルは、泥棒に入られないように店全体にセキュリティーシステムのような魔法をかけている。また魔女界への出入り口は、店内にある暖炉である。
マジョコレット
パリのバスティーユにある骨董屋を営んでいる高齢の魔女。元魔法学校の先生（後に校長を務める）で、マジョリカが子供の頃よく叱られたそうである。現在（いま）の年齢は1000歳を超えているとのこと。また魔法学校の校長を辞め、余生を過ごすため人間界にやって来た。なお、この骨董屋からも魔女界に行ける。魔女界への出入り口は、店内にある古いタンスの二番目の引き出しである。
マジョルブール
長年、女王様の花園の庭師長をしていた魔女。ハナちゃんの妹・ユメちゃんの誕生に立ち会った魔女で、ユメちゃんの最初の育ての親。6年ほど前に庭師を辞め、パリのMAHO堂で花屋を営んでいたが、1年前に重い病気を患ったため、店をマジョミシェルに譲り、現在は南フランスの養老院で余生を過ごしている。
ユメちゃん
テレビシリーズでは一切存在すら明かされなかったが、第6期で存在が判明する。実はハナちゃんと同時期にウィッチー・クイーン・ローズから誕生した魔女であり、ハナちゃんの双子の妹。姉妹間での女王の後継者争いを避けるために魔女界の習わしで人間界に送り込まれた。誕生時に第一発見者になった魔女は老衰のため、マジョアヴェニールこと佐倉未来に後のことを託し連れて行かれたが、とある事情で1か月の間美空町のMAHO堂で暮らすこととなった。なお、ハナちゃんが魔女界の女王になった後も、育ての母の未来同様、人間界で暮らすつもりである（未来もまた、現女王の妹でユメちゃんと立場が全く同じ）。ユメちゃんと姉ハナちゃんの関係性については、ハナちゃんの項目を参照。

### 先々代の女王様とその家族
マジョトゥルビヨン女王 / トゥルビヨン・ベネックス
声 - 土井美加
2代前の魔女界の女王。魔女界史上最強の魔力と、それを包み込むほどの慈愛の心を兼ね備えた人物。
人間界との交流があった約1000年前、人間界を訪問した際にケーキ職人である青年・ジョルジュと恋に落ちた。彼からの求婚を受け、彼女は魔女界の法に則り王位を降り人間界で結婚、息子・アンリに恵まれ幸せな家庭を築こうとしていた。しかしジョルジュが後述の不慮の事故で若くして亡くなり、女手一つでアンリを育てることに尽力した。その後成長したアンリの妻が夭逝したため、代わりに彼の6人の子供、つまり孫たちの養育に努めた。しかし、魔女の血による不老により次第に周囲から「化物」と蔑まれ、「魔女の孫」という周囲からの視線に孫たちは徐々に耐えられなくなる。そして彼女の存在によってローラとアンジェラの縁談が破談となったことが決定打となり、孫たちは彼女を見捨て家出、最終的には年老いたアンリの死を一人で看取ることとなってしまう。さらにこの時、彼女は孫たちにアンリの危篤を知らせたが、後述の事情により誰一人とも再会することはできなかった。
これらの経緯から彼女の胸の中には人間を愛したことへの深い後悔と絶望が生まれて魔女界に戻り、人間界との交流断絶と魔女ガエルの呪いを施し、愛好していたラブシュプリームの森の奥深くで、彼女の妖精ババをウェディングチェストに魔法で閉じ込めた後に自身も1000年に及ぶ眠りについた。さらに自身が体験した一連の不幸を「悪夢」として見続けることとなり、彼女の眠るライフウッドは自身の心の傷と強大な魔力が生み出したイバラに覆われ、ラブシュプリームの森を「呪いの森」へと変えてしまった。
第2・3期終盤でのどれみたちとの邂逅、そして彼女たちを初めとした者たちの尽力の末に、孫たちへの誤解を解消し過去の悲しみから解放されて目覚め、魔女ガエルの呪いを解いた。その後は再び人間界で生きることを選び、ババと共に人間界へと旅立って行った。
名前の「トゥルビヨン（Tourbillon）」はフランス語で「渦巻き」を意味する。
女王在位途中まで、大の野菜嫌いであったが、専属シェフのマジョロクサーヌが女王が（女王がお菓子が好物であることを知っており）野菜を使ったお菓子を作り、その結果、大の野菜好きになった。その経緯があり、第3期でハナの魔力に脅威を感じ、自身がかつてそうであった「野菜嫌い」の呪いをかけることになった。
女王の幻影
トゥルビヨンが呪いの森の中で眠りについた後で現れた、彼女の深い悲しみと強力な魔力が生み出した幻。紫色の影のような姿を取り、目からは常に涙が溢れている。魔女ガエルの呪いを解こうとする者もしくはその可能性がある者を容赦なく抹殺する本能の基に活動する。魔女界への出入り口を介して人間界にまで呪いを掛けられるなど、本物のトゥルビヨン同様、現魔女界の女王でも及ばないほどの魔力を持つ。この幻影の存在により魔女界には1000年もの間、魔女ガエルの呪いの根底に触れることへの恐怖心が根付き、同時に呪いの森の「魔物」と呼ばれるまでに至った。
第2期終盤でハナの強大な魔力を危惧して死の病を患わせたが、彼女を救うべく身を投げ打ったどれみたちの純粋な愛情に当惑し森と共にその場を去る。その後第3期中盤で再び登場してハナに野菜嫌いの呪いを掛けたが、どれみたちの努力で跳ね除けられてしまう。そこで、ももこの過去の傷を利用して彼女を操り直接ハナの抹殺を試みるが、どれみたちの友情とももこ自身の精神的成長により頓挫する。その直後に、どれみたちが再現して作った「愛しのトゥルビヨン」を食べた時、本物のトゥルビヨンに夫・ジョルジュと息子・アンリとの幸せに満ちた記憶が蘇ったことで、呪いの森と共に完全に消滅した。
ババ
声 - 朴璐美
先々代の女王・マジョトゥルビヨンの妖精。ララたち現代の妖精たちにとっては、伝説の存在とされている。一人称は「ワシ」で、語尾に「〜ズラ」と付け山梨弁のような口調でしゃべり、赤い猫に姿を変えられる。炭酸飲料の「オイコーラ」が好物。魔女界の古参の魔女たちとは面識があり、また星界（後述）の織姫とは1000年来の友人である。トゥルビヨン女王により、ウェディングチェストに閉じ込められていたが、第4期第1話でハナの魔力によって封印を解かれ、以後はトゥルビヨンを目覚めさせるために、ウェディングチェストと共に人間界に来て、どれみたちに協力することとなった。過去の出来事から、当初どれみたちに対しては強い不信感しか持っていなかったが、彼女たちの姿から考えを徐々に改め、最終的にはトゥルビヨンを目覚めさせるべく率先して協力していった。魔女ガエルの呪いが解けた後は、トゥルビヨンと共に人間界へと旅立って行った。
修学旅行でももこ、玉木麗香、島倉かおりの3人がババ抜きの際に使っていたトランプのジョーカー（ジョーカー＝ババ）の絵柄にも登場している。
ジョルジュ・ベネックス
声 - 小嶋一成
人間の男性で、トゥルビヨンの最愛の恋人。ケーキ職人で、自作の「愛しのトゥールビヨン」で彼女にプロポーズし、結婚。アンリを授かるが、ケーキの材料のラズベリーを採りに山に登った際、足を踏み外し転落してしまい、帰らぬ人となる。彼の急死が、トゥルビヨンの悲劇の始まりとなった。
アンリ・ベネックス
声 - 木村雅史（第3期第50話のみ）→池田知聡（幼少期：今井由香）
トゥルビヨンとジョルジュの一人息子。父の死後から母からの愛情を一身に受けて成長し6人の子供に恵まれる。不老ゆえに迫害され続けた母を守り、晩年に子供たちが実家を出ていく際は激昂し、悲しみに暮れる母の傍を離れなかった。しかし通常の人間としての寿命しか生きられず、母よりも先に衰弱死してしまう。後述の諸事情により、子供たちには臨終を看取られることは叶わず、一人死に際を看取る母に感謝の言葉を伝えながら永眠した。
イングリット・ベネックス
声 - 石村知子（放送開始当時は鶴野恭子）
明るく家族思いの長女。出征を前にした後述の男性・ショーンと結婚。トゥルビヨンからは、結婚祝いとしてバラの模様の入ったベッドカバーを贈られている。
父・アンリの危篤を知り、アンジェラ・ロイと共に実家に向かうが、馬車の事故により間に合わなかった。
ナターシャ・ベネックス
声 - 谷井あすか
ロマンチストな次女。虹が好きで、トゥルビヨンから虹の織物を贈られている。
彼女のみ、アンリの死後に関して言及がない。
マリアンヌ・ベネックス
声 - 松本美和
男子と遊ぶことが多い少々お転婆な三女。貝殻集めを好み、トゥルビヨンからは生前のジョルジュからもらったビーズのネックレスを崩し、貝殻を入れ込んだ手製のネックレスを贈られている。
アンリが亡くなる際、出産を控えていたために駆け付けることができなかった。
ローラ・ベネックス
声 - 今井由香
猫姿のババが大好きな四女。トゥルビヨンからは、猫のババの顔を織り込んだマフラーを贈られている。
アンリが亡くなる際、彼女の嫁ぎ先の国が戦争の最中だったため、実家に戻ることができなかった。
アンジェラ・ベネックス
声 - 柚木涼香
泣き虫だが頑張り屋な五女。ほかの子たちとは逆にマジョクロスに手芸を教わり、手製のコースターを作ってトゥルビヨンに贈っている。
アンリが亡くなる際、イングリットとロイと共に実家に向かうも、馬車の事故により間に合わなかった。
ロイ・ベネックス
声 - かないみか（晩年期：乃村健次）
心優しい長男にして末っ子。6人の孫の中で唯一最後まで祖母を見捨てることを躊躇していた。その後父の危篤を知り実家に向かうも、前述の2人同様馬車の事故により、臨終に立ち会うことは叶わなかった。この出来事により祖母を見捨てたことを深く後悔することとなり、父の命日には姉弟全員で集まることを約束した。その後晩年に孫を授かったことで、自身がトゥルビヨンに負わせた悲しみの深さを痛感した。
5人の姉たちとは異なり、生前にトゥルビヨンから何らかの贈り物を受けとってはいなかったが、彼女の誕生日を記念して織られ、実家を出る際に持ち去ったタペストリーをどれみたちが子孫のロビーを介して発見し、再現することに成功。そしてタペストリーと共に遺されていた彼の日記が、悲愴と絶望に塗り潰されたトゥルビヨンの孫たちへの誤解を解消し、最大級にまで肥大した最後のイバラを完全に消滅させる決め手となった。
ロビー・ベネックス
声 - 天神有海
ロイの血筋の子孫。動物の言葉がわかる魔法の一種が使える。また、彼の家には代々「愛しのトゥルビヨン」が秘伝のケーキとして伝わっている。
ロビーの母
声 - 横手久美子
ロビーの不思議な力には理解を示してはいるが、変人扱いされることを危惧し、彼には使わないように言っていた。
ロビーの祖父
既に故人。植物と話すことができる魔法の一種が使えた。ロビーの母によれば当初は周囲からちやほやされていたらしいが、最終的には変人扱いされたという。
彼によれば、50 - 60年に1人という割合で、トゥルビヨンの魔力を受け継ぐ者が生まれていたようである。
ロビーの高祖父
ロビーの祖父の祖父。少しだけ時間をとめることができる魔法の一種が使えた。
ショーン
声 - 喜安浩平
イングリットの恋人。戦争への出兵が決まっていたため、義父・アンリから結婚を猛反対されていたが、トゥルビヨンの言葉を受けたイングリットと共にアンリを説得し、出兵前に無事に結婚式を挙げた。

### 不帰山の伝説
善十郎（ぜんじゅうろう）
魔百合を愛した、村の青年。
魔百合（まゆり）
声 - 五條真由美
カエル石の伝承の、悲劇のヒロイン。
魔女ガエル
声 - 永澤菜教
カエル石の伝承に出てくるマユリが自決した後、その亡骸の傍で泣き続けていたマジョガエル。村の衆によって目撃されており、その様はまるで母親みたいと語り継がれる。

### その他の人間
喜多川（きたがわ）
声 - 高橋広樹
関先生の恋人。どれみたちによると気さくで明るく、とても優しい人とのこと。都内の情報関係企業に勤めているサラリーマンである。パソコンや携帯電話などの情報通信機器には手馴れており、あのどうしようもないほどパソコンに疎かった関先生が使いこなせるまでは行かないが、普通に使えるほどまでに成長させた。第2期の夏休み中に関先生の亡き父親の友人に頼まれ、義理でお見合いをしたが、予想に反して意気投合してしまい交際がスタートする。その後、ニューヨーク転勤を命じられ、一緒にニューヨークに行こうと関先生に持ちかけるもの、今の教え子たちがちゃんと卒業するまでは見届けたいという理由で断られた。しかし、成田空港の出国審査場に行く別れ際、「卒業式に迎えに行く」と関先生の携帯に送信し、自分は君を待っていると表明した。ただし、第4期最終話ではその話について、何も出てきてはいない。
長谷川 新吾（はせがわ しんご）
声 - 松本美和
どれみの父・春風渓介の釣り仲間である少年。父親から、来年の中学受験まで釣り禁止を言い渡されるが、大物を釣り上げるのがきっかけで父親に熱意が伝わり、釣りを続けることを許してもらう。どれみに告白されそうになるが、すでに好きな女の子がいたため、どれみの片思いに終わってしまう。
長谷川新吾の父親
声 - 山口健
来年の中学受験を理由に、息子の新吾に対して釣り禁止を言い渡すが、新吾が大物を釣り上げようとして湖に落ちそうになるのを助けたのがきっかけで彼の熱意に押され、最終的には釣りを続けることを許す。
山本（やまもと）刑事
声 - 高橋広樹
ゆき先生の住むアパートの隣人で、美空警察署の警察官である。美人しか狙わないスリを逮捕するために、夏祭り会場でゆき先生にカップルを装いおとり捜査を協力してもらっているが、本音ではゆき先生とデートしたいという口実も含まれている。
片山 えいこ（かたやま えいこ）
声 - 宮下富美子
第2期第27話に登場。山川アツシの恋人で渓介の釣り仲間。病気で恋人のアツシを失う。彼が釣ることができなかった魚を釣るため、渓介たちと北海道に赴いた。そこで渓介がその魚を釣り上げたのを見て、アツシの姿と重ね合わせ、号泣する。当初は、どれみたちに渓介の浮気相手と誤解された。
山川 アツシ（やまかわ アツシ）
声 - 高橋広樹
第2期第27話に登場。渓介の友人。釣りが大好き。余命が幾ばくもなく、恋人のえいこの腕の中で息を引き取った。
株柳（かぶやなぎ）
声 - 橋本浩志
アングラー・ダイジェスト社の編集長。渓介の古くからの友人でもある。
名前の由来は、第2期までの朝日放送のプロデューサー・株柳真司から。
スコット・クルーガー
声 - 木村雅史
フライフィッシングの神様とうたわれる釣り名人。若き日の春風渓介に直筆サイン入りのバンブーロッド（竹竿）を譲ったことがある。
キャンディ伊藤（キャンディいとう）
声 - 松本美和
女子プロレスラー。工藤むつみの憧れの人。36連勝目をかけた試合で負け、次の試合で負けたら引退すると発表した。その次の試合では勝利しなんとか引退を回避できたが、第4期第13話で突如引退を発表する。
桜木 洋（さくらぎ ひろし）
声 - 鈴村健一
大学時代、藤原麗子と付き合っていた男。すばらしい詩で彼女を虜にして結婚寸前まで関係が進んだが、彼の本当の意図は藤原家の財産目当てで、お嬢様育ちでまだ世間をよく知らない麗子を狙ったいわば結婚詐欺を目論んでいた。しかし、詩がすべて麗子の母に盗作とバレてしまい結婚詐欺は未遂に終わる。その後の行方は不明。
大沢・セバスチャン・信蔵（おおさわ・セバスチャン・しんぞう）
声 - 山口眞弓
岩手県にある大沢牧場の息子。「チャンスがあったら口説きなさい」という母親の教えを最終的には赤ちゃんであるハナちゃん（最初は男の子だと思った）にまで実践した。
大沢 エリザベス（おおさわ エリザベス）
声 - 高谷あゆみ
信蔵の母で大沢権太郎の妻。国籍は不明である。
大沢 権太郎（おおさわ ごんたろう）
声 - 木村雅史
岩手県にある大沢牧場の牧場主であり、第2期第13話で開催されていたコンサートの主催者である。
堀内 孝乃進（ほりうち こうのしん）
声 - 高橋広樹
第2期第45話に登場。美空小学校の創立者とされる美空藩の武士（浪人）。劇中では、孝乃進が町長屋の寺子屋「堀内塾」を立ち上げるまでの顛末が描かれている。
劉 浩栄（リュウ コウエイ）
声 - 辻親八
劉向明の父。現在は横浜の中華街で中華料理店の店主をしている。船のコックになりたいという息子に対しかたくなに反対するが、実は彼の過去の苦い経験からのものである。また、ももこの母であるみのりとは友人であった。
劉 向明（リュウ コウメイ）
声 - 朴璐美
劉浩栄の息子。船のコックになりたいという夢を聞いてくれない父親に反発して店を飛び出したところに偶然どれみたちと出会う。料理はかなりできる。マジカルステージによって父の過去を知ったことで考えを改め、父の店で改めて修行を続けることとなった。
少年
声 - 石田彰
祭りの日迷子になっていたハナちゃんが出会った少年。ハナちゃんがどれみたちと再会したのを見届けると消えてしまった。だが実は幽霊であり、自分の死を悲しむ妹のことが気がかりでこの世に留まっていたが、ハナちゃんの言葉で救われる。本編中では名前は登場しない。
服部（はっとり） 師範
声 - 世田壱恵
岡島道場のライバル、服部道場の師範。五つ子の孫を選手に育て、岡島道場に道場存続を賭けた勝負を挑む。
服部 一郎（はっとり いちろう）
声 - 三浦七緒子
大将。岡島と接戦の末敗北した。
服部 二郎（はっとり じろう）
声 - 玉木有紀子
副将。あいこを女だと思って油断し、敗北した。
服部 三郎（はっとり さぶろう）
声 - 塩味薫
中堅。長谷部に勝利した。
服部 四郎（はっとり しろう）
声 - 中山りえ子
次鋒。瀬川おんぷのファンであり、おんぷの応援に見とれてももこに敗北した。
服部 五郎（はっとり ごろう）
声 - 日比野朱里
先鋒。まさるを追い詰めた後、彼に殴られて反則判定で勝利した。
温彦（あつひこ）
声 - 櫻井孝宏
第5期第6話に登場。ばあやの若い頃の恋人。戦争が始まり兵隊として遠い南の島へ旅立ったまま、二度と帰っては来なかった。ばあやは「戦争で亡くなった」と、はづきに語った。
友恵（ともえ）
声 - 相田さやか
温彦の姉。自身のバレエの練習を覗いていた小雪を招き入れた。
有馬 健一（ありま けんいち）
声 - サエキトモ
第5期の第10話に登場。ニックネームは「アンリマー」。あいこの大阪の学校での同級生。一度北九州市に引っ越して、5年生の頃に大阪に戻ってくる。小さい頃、両親の離婚のことでいじめに遭っていたあいこを助けた際、あいこの「ありがとう」に感動し、結婚の約束をする（あいこはカナヅチがバレるのが嫌で約束を受け入れた）。それ以来、一途にあいこを想い続けている。5年生の時、両親の離婚騒動から家出し、美空市にあいこを迎えに行ったことがある。この時、改めて「阪神が優勝したら付き合う」と約束する。おんぷの大ファンであるが、あいこへの想いはそれ以上に強い。
第6期ではあいこと付き合うも、ノリとツッコミの相性が悪くフラれたことが描写されている。
和久 光（わく ひかる）
声 - 島本須美
和久のぞみの母親で、美人で優しい性格。どれみにのぞみの死を伝える。彼女の夢である「一緒に雪合戦をする」という夢が叶わなかったため、のぞみに代わってどれみと一緒に雪合戦を行った。
元気（げんき）
声 - 川上とも子
和久のぞみのいる病室にいた男の子。赤い帽子とメガネをかけている。のぞみを自分の姉のように慕っていた。のぞみと同じ病気を患って入院していたが、後に退院。どれみは、しおりと共にMAHO堂を訪れた彼を抱きしめて涙を流しながら退院を喜んでいた。
なつみ
声 - 浅井清己
和久のぞみのいる病室にいた女の子。茶髪を二つ結びにしていて、少しぽっちゃりしている。
よし子（よしこ）
声 - 松本美和
同じく、和久のぞみのいる病室にいた女の子。黒髪でショートカット。
こうもり男
声 - 宮田幸季
元祖MAHO堂男店員。マジョルカがコウモリを変身させていた。そのため寝るときは天井にぶら下がって寝ていた。
ねずみ女
声 - 壱智村小真
同じく元祖MAHO堂女店員。マジョルカがネズミを変身させていた。そのため寝るときは地べたに寝ていた。
向井 莉子（むかい りこ）
声 - 折笠富美子
カレン女学院音楽科に高等部から入学した、はづきの同級生。
元々カレン女学院には中等部から入学するつもりだったが、その矢先に父親の会社が倒産。ヴァイオリンの練習を中断し公立の中学校に入学する傍ら、パートに出る母親に代わって家事を手伝っていた。後に父親の会社が再建されたことで高等部への入学を果たす。しかし3年のブランクは大きく、また入学後初めての友だちとなったはづきの恵まれた境遇への嫉妬から、学校裏サイトにはづきの悪口を書き込むようになる。
やがてはづきを尾行、遂にはラブホテルもある繁華街でヴァイオリンのレッスンからの帰り道、バイト先から食材の買出しを頼まれ偶然出会ったに過ぎない、はづきとまさるの写真を虚偽の書き込みと共に投稿するまでになってしまう。その結果、マジカルステージによってはづきの辛苦を返されて倒れ、その後はづきたちに諭され、和解する。
八巻 美奈子（やまき みなこ）
どれみたちの高校（第6期）の担任・八巻六郎先生の妻で、カリスマモデル。主に主婦雑誌の表紙を飾っている。カレン女学院の卒業生で、在籍時からモデルをしている。
立花恭平の母・立花祥子とは、いとこ同士である。
先生である夫・六郎より稼ぎがあり、六郎に先生を辞めて家事に専念してほしいと思っているらしい（六郎談）。また六郎によると「美人でおまけに俺にゾッコン」らしい。また、カレン女学院つながりで友人ということもあり、関先生とそろって登場することも多い。
立花 祥子（たちばな しょうこ）
どれみたちの先輩で、麗香の彼氏である立花恭平の母。元モデル。現在の職業はエステティシャンで、業界では有名なほど腕がよく、県内でも一等地にあるサロンを任されている。八巻美奈子とは従姉妹同士。
元モデルだけあってかなり美人で、どれみたちは最初、恭平の彼女で噂の美人OLと勘違いしていた。なお、どれみによると「推定年齢40歳」。
飯山（いいやま）
県立美空高校の第一期生。あいこの競技指導を行う。1964年東京オリンピックの選手候補に選ばれるもとある事情から諦める。それを引きずって家族からも離れていた。しかし、マジカルステージによってオリンピック代表選考会に出場した夢を見せられたことで吹っ切れ、家族との会話を再開する。あいこが女子100m走の高校生新記録をマークして優勝した秋季兵庫国体には、孫と共に応援に駆けつけた。
茉莉（モーリ）

ガブリエル・ベイカー

生駒 有人（いこま ありひと）
人気スウィーツ店「Eugene（ユージン）」のオーナーで、自身もフランスで修行を積んだ有名なパティシエ。生駒瑠璃の夫。店の前にあるオブジェは「馬」であるが、馬の色は妻の名にちなんで瑠璃色。都内の一等地にある商業施設に本店を構え、MAHO堂の近くに2号店となる「美空店」をオープンさせた。日本に店を構えるまでは、パリでも有名な店のパティシエだった。見た目は、ひげを生やしており、陽気なラテン系。
妻の弟で自身の義理弟にあたる清水藍に、美空店のパティシエを任せる。藍のことをかなり信頼している様子。後に子どもが誕生すると、本店から美空店に移り、本店を清水藍に任せる。美空店の2階は生駒夫妻の住居になっており、美空店を建設する時点から（建設を決めた頃のMAHO堂はスゥイートハウスではなかった）、本店からいずれ異動して美空店のパティシエとなることを念頭に入れていた。また、子どもが産まれた後、人が変わったかのような親バカぶりを発揮。さらに、お菓子のレパートリーにも少なからず（いい）変化が出た。
生駒 瑠璃（いこま るり）
旧姓は清水 瑠璃（しみず るり）。
生駒有人の妻で、元アイドル歌手。当時の芸名は清水るり。歌手活動だけでなくバラエティー番組にもよく出演していた。どれみたちより10歳以上年上で、夫の有人との年齢差も10歳以上。中学生の頃から約10年間芸能活動をしていた。比較的人気はあったようだが、5年以上前に有人と結婚し芸能界を電撃引退した。その後、有人とフランスに住んでいて、2年ほど前に日本に帰国した。弟の藍と姉弟揃って、色の名前（濃い青色）である。どれみが高校卒業後（浪人時代）、子どもが産まれる。
ももこやおんぷは彼女の印象を「古風（和風）な感じ」と語っている。
清水 藍（しみず らん）
生駒瑠璃の弟で、「Eugene」美空店のパティシエ。25歳。見た目は有人や瑠璃と違い地味だが、高校を卒業してすぐ、パリにある有名なスウィーツの学校に通い、またベルギーにてショコラティエの修行も積んでいて、得意分野はショコラ。姉の瑠璃と姉弟揃って、色の名前（濃い青色）である。
ももこと仲良くなるものの、かつて、Celeste（セレスト）というフランス人の恋人がいたことが発覚する（藍が日本に帰国する際に別れているが、第6期でセレストが藍を追いかけて日本にきた）。生駒夫妻に子どもが産まれるタイミングで本店へ異動する。
Celeste（セレスト）
藍がフランスに留学していた際に交際していた、おおらかな性格のフランス人女性。日本語を話せる。藍より1、2歳年下。大柄で少しふくよかで、こげ茶色の髪を後ろにまとめている。結構な家柄のお嬢様で、母親はスペイン系のフランス人。藍を追って来日し、「Eugene」本店と同じビルにあるカフェでアルバイトをしながら、日本一のバリスタを目指している。藍の店の隣にカフェを作って、ショコラに合う飲み物を作るのが夢だと語っている。
村川 広樹（むらかわ ひろき）
都内の大学に通う4年生。10歳年下の、おんぷファンの妹のために、おんぷの情報を集めていたが、次第にエスカレートし、ストーカーまがいの行為を繰り返す。MAHO堂に盗聴器まで仕掛けていた。（芸能界復帰後の）おんぷのファンクラブ会員にもなっている（会員ナンバーは3ケタ）。
紺野柊一（こんの しゅういち）
第6期第5巻の中で、おんぷの出演が決まった2時間ドラマで共演をする子役俳優。

### その他のキャラクター
パル
声 - 丹羽紫保里
小竹家で飼っている犬。
サンタクロース
声 - 丸山詠二
美空市周辺担当のサンタクロース。
鳩笛
声 - 加藤春菜
まさるが小さい頃、縁日の輪投げゲームで獲得した景品。ごく普通の鳩笛であるが、はづきが小さい頃に帽子を飛ばされて泣いていた時に、まさるが慰めの意味であげた物。そのため、この2人には思い出の品である。ももこが欲しいと言ったのではづきは貸してあげると言うが、ももこはくれたのだと勘違いしてしまった。
プリン（犬）
声 - 金光宣明
一度MAHO堂へ買い物に来た客の飼い犬で、ハナちゃんにすぐなついた。ハナちゃんが美空町で遊びまくっている時、一時的にハナちゃんの乗り物になった。また、暴走した自転車に乗っていたハナちゃんを危機一髪のところで救出した。
井戸ユウレイ
声 - 浅田葉子
山内信秋と佐藤なつみの家の境界付近にある古井戸に住むユウレイ（本人によると「井戸の水がおいしので、住んでいるおばけ」）。信秋の父となつみの父の絶交の原因を作った。どんなときでも人を嚇かすことを忘れないなかなか困った性格。どれみ、おんぷ、ももこの3人を魔女見習いと見破るが彼女がおばけであったため魔女ガエルの呪いは発動せず事なきを得た。
政宗（まさむね）
第6期で玉木麗香が飼っている隻眼の猫。名前の由来は、隻眼にちなんで伊達政宗から。品種はロシアンブルー。本来は立花恭平の飼い猫で、麗香が恭平と出会うきっかけを作った。

### 『魔女見習いをさがして』のキャラクター
ミレ・ソラ・レイカの3人の共通点は『おジャ魔女どれみ』を見ていた世代であること。
長瀬ソラ
声 - 森川葵
教師を目指す大学4年生。ショートカットと眼鏡が特徴。愛知出身。22歳。
直接視聴していたのは『ドッカーン』のみだが、再放送およびDVDで全話視聴している。
吉月ミレ
声 - 松井玲奈
有名商社「菱友商事」に勤めている帰国子女。黒いロングヘアと口元のホクロが特徴。東京出身でアメリカ育ち。27歳。
酒豪でビール、ワインを嗜む。部屋の片付けが苦手。
『どれみ』放送時はアメリカに住んでいたが、親に頼んでビデオを日本から送ってもらい視聴していた。
仕事ではアフリカとの貿易交渉を主に担当。上司や同僚たちからは帰国子女であることから色眼鏡で見られ、さらに担当した仕事を一方的に外される、と冷遇されていた。
川谷レイカ
声 - 百田夏菜子
絵画修復士を目指し、大学に進学するためにアルバイトをしているフリーター。束ねた後ろ毛と太い眉毛が特徴。広島県出身で尾道市在住。20歳。
リアルタイムで『どれみ』シリーズは見ていないものの、配信やDVDで全話見ている。
両親の離婚で名字が母方の「川谷」になっているが、出生時の名字は「玉木」であり、偶然にも『どれみ』作中の主要登場人物と一致していた。
大宮竜一
声　- 三浦翔平
3人が電車旅の途中で出会った大学生。おんぷ推しだったという。奈良出身で京都および奈良のガイド役を買って出る。
矢部隼人
声 - 石田彰
ミレと同じ会社に勤める後輩。ミレに恋心を抱いているが気づいてもらえない。
久保聖也
声 - 浜野謙太
レイカのダメ彼氏。ミュージシャンを目指すと言いつつも無職で、レイカの財布が生命線となっている。

## 魔女界

### 女王様とその御者
魔女界の女王様
声 - 今井由香
魔女界を取り仕切る現・女王様。魔女名はシリーズ中特に触れられることはなかったが、「マジョユキ」。人間界の暦で1899年に即位。いつも素顔をベールで隠している。
目の前で困っている者を救うためなら自分たちを犠牲にすることも厭わないどれみたちの人柄に全幅の信頼を寄せるようになり、魔女見習いの資格を失うことになった彼女たちが再び（三度）見習いに戻れるよう便宜を図ると思いきや、魔女界ハワイアンセンターのお風呂で歌っていたり、どれみたちの隠し芸に真に受けて真似しようとしたりと、結構お茶目な一面もある。事あるごとにどれみたちに「例のもの」を授け、彼女たちが様々な課題を乗り越える様子を見守り続けた。
女王となる前は、美空町のMAHO堂のオーナーであった。どれみたちのために魔女界の規則にとらわれない超法規的措置をとるなど、粋な一面も見せる。魔女ガエルの呪いの解呪後、自身の女王退位の表明と次期女王としてハナちゃんを指名することを発表した。なお、最終シリーズの第6期のエピローグで、ハナちゃんが次期女王に就任するのが来年（2016年）春であることが明らかになっているため、本シリーズ中に女王は変わらなかった。
女王様は人間界で「ゆき先生」の姿で登場する。女王様が人間界に現れた理由について、第4期第50話で宮殿でハナちゃん以外のおジャ魔女たちが「魔女にならず、人間として生き続ける」決意を告げた際、「長年隠し事をしていた」と彼女たちに謝った上で言及する。
その理由は、女王様自身、人間から魔女になった母親に育てられた経験から、魔女ガエルの呪いを解き、再び魔女界と人間界とが交流できることを望んでいた。そのために魔女界と人間界との架け橋となってくれる人物を捜す目的で、養護教諭として世界各地の小学校を回っていたが、ある時訪れた美空町で偶然にもソナチネ幼稚園時代のどれみと遭遇し、友達を守るためなら年上のいじめっ子相手でも立ち向かう勇気と、けが人であればたとえいじめっ子でも介抱する優しさを目の当たりにし、どれみこそ自分の探していた人物だと確信する。その後赴任した美空第一小学校にどれみが入学し、さらに運のいいことにどれみの方からマジョリカを魔女と見破ったことにより、魔女見習いとなってくれたことで、学校生活では（正体を隠して）ゆき先生として、魔女見習い修行では魔女界の女王様として、おジャ魔女たちに様々なサポートをしつつ、彼女たちが魔女として、人間として成長する様子を見守ることとなった。どれみがハナちゃんの母親になったのも、偶然の出来事ではなく、全て彼女が計ったものであった。なお、作中ではゆき先生と女王様が同一人物であることを匂わせる描写はあった。
第6期でハナちゃんが起こした一連の騒動に際し、女王様には、マジョアヴェニール（人間界では、別名「佐倉未来」）という妹の魔女がいること、かつて自身もハナちゃんとほぼ同じ行動を起こしたことを明かした。また、ハナちゃんが起こした騒動の際、自身の水晶玉でその経緯を見ており、おジャ魔女たちのマジカルステージに参加したり、妹のマジョアヴェニールの窮地の際は、パリでマジョアヴェニールと久々に会い、どれみたちが心配していることを告げ、ハナちゃんの妹であるユメちゃんを守るため美空町のMAHO堂へ預けるようアドバイスするなど、人間界への協力は惜しまないようである。
マジョリン
声 - 木内レイコ
現女王のお付きの魔女。女王に忠誠を尽くし、常に女王のことを考えて行動している。女王の意を受けて馬車の馭者や魔法使い界への密偵、どれみたちへの伝令などを務めたりしている。また、馬車の馬の世話も彼女が担当している。パオちゃんの世話も一時担当していた。いつもポーカーフェイス。箒の乗り方は横座り。第2期最終話で禁断の魔法を使おうとする女王様をマジョハートと共に体を張って止めた。第3期最終話では、呪いの森につながる門前に立ちはだかり、単身森へ向かおうとする女王様を抗命してまで止めようとしたが、後を追って来た元老院魔女たちの同伴の申し出を女王様が受け入れ、マジョハートの要請で道を開けている。第4期第46話で女王様が退位の意向を表明する際、（自身の今後の処遇を思うばかり）複雑な気持ちの顔つきになった。

### 元老院（げんろういん）
魔女界の女王様を補佐する最高幹部である元老院のメンバーは12人とされているが、劇中で名前が出たのは以下の8人だけ。他の4人は姿のみで、名前は明らかになっていない。CDドラマの中で、どれみが女王様にこのことを尋ねた時、女王様は何の前触れもなく「例の物」をマジョリンに持って来させどれみたちに与え、話を逸らしたことがあった。ただし、名前の出ていない4人は、どれみたちが再度魔女になるという女王様の提案を支持している模様。なお、第2期第21話では女王様と元老院による会議の様子が描かれていたが、この時は10人だった。魔女界における元老院の発言力は大きく、会議の場においてメンバーからの反対意見があれば、たとえ女王様といえどもこれを無視することは許されない。
マジョハート
声 - 北條文栄
魔女界の医師であり、小児科学の権威として知られる。ハナちゃんの健康診断、育児テストを担当していた。また、女王様の診療も彼女が担当している。
魔女幼稚園を放校になったマジョランの養母。
かつて人間界で生活していた経験があるが、人間たちに教えた薬が闇値で売りさばかれ、戦争で多くの命が失われた時、自分の無力さを痛感し人間不信に陥った。そのため当初は、ハナちゃんを人間の子供であるどれみたちに育てさせることには猛反対し、事あるごとにどれみたちの親権をはく奪しようとする姿勢を示していた。しかし、ハナちゃんの育児などを通じてどれみたちに感化され、彼女たちのよき理解者になる。どれみたちへの思い入れが強まったからか、健康診断の後に半ば挑発しているような態度をとり、お使いという名目で彼女たちにマジョドンを説得しにいかせたこともある。
元老院においては、どれみたちが三度魔女になるという女王様の提案を支持し、可否同数となった際には、反対派を試験官としてどれみたちに試験を課すという妥協案を提示。この結果、どれみたちはパティシエ試験に臨むことになる。
魔法で雷雲を呼び出し、雷を落とせる。
マジョドン
声 - 高谷あゆみ
魔女問屋の元締で、デラの上司でもある。その名の通り「魔女経済界のドン」と呼ばれ、魔女界における物価の決定権までも握っていることから、多くの魔女たちから恐れられている。先々代の女王様とは少し異なる形ではあるものの、「魔女と人間の時間感覚の差」に傷つけられた経験から人間不信に陥っていた。しかし、その後どれみたちの「約束を守ること」に対する一生懸命さにほだされ、理解を示すことになった。なお、家の庭には魔法使い界への扉があり、庭自体が長らく荒れ放題であったことが結果的に二つの世界を閉ざす形にもなっていた。
基本的にはデラですら畏怖するほどの商魂逞しさを見せ、おジャ魔女たちを散々こき使うが、ちゃんと頑張っている者に対してのフォローはきちんとしている。
マジョハートとは腐れ縁で、元老院では彼女に同調する形でどれみたちが三度魔女になるという女王様の提案を支持している。
マジョミラー
声 - 荘真由美
魔女幼稚園の現園長。第3期開始時点でどれみたちが三度魔女になることに反対した魔女の1人で、1回目のパティシエ試験の試験官。
課題は「200年前のロンドンで食べたスコーン」。どれみたちは魔法の力で実際に200年前のロンドンへ行き、彼女の育ての親であるマジョカーラからスコーンの作り方を教わった。このスコーンをミルクティーと一緒に食べた時、それまでどれみたちに冷淡だった彼女の目からは感激の涙が流れていた。
その後、彼女はどれみたちの理解者となり、「幼稚園に入ってからは育ての親と引き離す」という魔女界の掟を変えることになった。また、ハナちゃんが先々代女王（の幻影）により「野菜嫌いの呪い」をかけられたことにより、女王様の提案でハナちゃんを人間界で治すことになった際も、快くどれみたちにハナちゃんを託す。
マジョサリバン
声 - 橘U子
魔女見習い試験監督の元締。2回目のパティシエ試験の試験官。
課題はシュークリームだが、ここでは単なるお菓子作りの腕前だけでなく、相手の気持ちを思いやる「もてなしの心」も試された。そういった理由から、クロックフラワーに細工をしてワザとどれみたちを遅刻させて試験を中止にしたと見せかけ、彼女自身は人間の老婆の姿でMAHO堂に赴き、お忍びでどれみたちの意気込みを確かめた。
はづきと共に、瀬川おんぷの演歌「女の人生港町」を実際に聞いたもう一人の人物、というより歌わせた張本人。
かなり気むずかしく滅多に笑わない魔女だと言われているが、この時一度だけ笑顔を見せた。
マジョプリマ
声 - 深見梨加
魔女界きっての名女優。3回目のパティシエ試験の試験官。
課題は「オーブンを使って季節に合った、食欲のない人でもおいしく食べられるあまり甘くないお菓子」（その答えはコーヒー味のクッキーアイスクリームだった）。
かなりの天然系で時間にルーズな上、超低血圧で寝起きが悪く、とんでもない気まぐれだった（パティシエ試験の課題もそんな感じで出題した）が、全ては完璧なプランに基づいた演技だったのかもしれない、と感じさせる不思議な雰囲気を持つ。甘いものが苦手で食事はほとんどが栄養剤、しかも舞台の前だと何日も食事抜きで平気と人間から見てもかなり不健康な食生活をしている。生活柄寝巻き姿でいることが多いが、魔女の服を着た時にはおんぷに「化けたわね」と言わしめるほど女優らしく見違える姿を見せた。
マジョスローン
声 - 京田尚子
大魔女博物館の館長。見た目は小柄で温厚な雰囲気の老女だが、元は冒険家だったらしい。
4回目のパティシエ試験の試験官だが、彼女自身は特にどれみたちを嫌っていた様子はなく、どれみたちを魔女見習いに戻すことに反対していた理由は不明。ただ、彼女は試験の課題として「かつて自分が冒険の途中にエルドラドで食べたお菓子」という難題を出していたので、彼女がこの試験によってどれみたちの力を試してみたいと考えていたことは確かな様子。
マジョリード
声 - 浅野まゆみ
魔女ガエル村の村長。5回目のパティシエ試験の試験官。
かつて日本に菓子修行に出たことがあるが、日本人のホンネと建前が理解できず、それが元で人間不信に陥る（顔の影はその時にできたもの）。その修行の最中にどうやら正体を見破られたらしく、パティシエ試験当時には魔女ガエルであったため、普段はマントや仮面で魔女を装っている。どれみたちの魔女見習い復帰に反対した理由も他の魔女とは異なり、彼女たちが「日本人」であることが非常に大きい。もっとも、その後も部屋は畳敷き、手がける菓子は和菓子系、と日本贔屓は根底からは変わっておらず、（日本人らしからぬ性格の）ももことの対話で心を開く。1度は試験を中止したものの、最終的にはおジャ魔女たちが魔女ガエル村の村おこしのための新しいお菓子を作ったことで試験に合格させた。
マジョバニラ
声 - 松岡洋子
著名なパティシエ魔女で、最後のパティシエ試験の試験官。
課題は、｢先々代の女王様の専属シェフであったマジョロクサーヌ（後述）のレシピから失われた思い出のケーキ(幻のレシピ)を再現すること｣。この試験では、試験官である自身も別で課題に沿ったケーキを作るという形を取り、おジャ魔女たちと共に幻のレシピ復活に尽力した。
マジョモンローとは同じバラの枝から生まれた「姉妹」の存在で、パティシエ学校の同級生であった。マジョモンローのライバルといえる存在でもあり、かつてマジョモンローが元老院入りを辞退したためその代わりに彼女が元老院のメンバーとなった経緯がある。容姿は生前のマジョモンローと瓜二つ。先々代の女王様の妖精ババとは面識があった模様。
結果的に、幻のレシピを魔女界の魔女が再現することはできなかったが、名前からヒントを得たおジャ魔女たちが再現させたことで試験合格を言い渡す。

### 魔女幼稚園
バラから生まれた魔女の子どもたちは、1歳になると必ず寄宿する形で入園しなければならない。ハナちゃんが第3期で魔女幼稚園に通っている頃の園児は全員で20名（第4期では7人に減っているため、上級生の割合が多い模様）。
マジョポン、マジョピー
声 - ゆみたかよ（マジョポン）、埴岡由紀子（マジョピー）
ハナちゃんたちの定期健診のときには看護師としてマジョハートの助手をし、ハナちゃんたちが魔女幼稚園に入ると今度は先生になった。そのため彼女たちは、魔女特有の黒ずくめの格好ではない。テレビシリーズ放送当時の女子高生のような顔立ちで、ルーズソックスは欠かせない。マジョポンは魔法学校を卒業する前に、アルバイトとして魔女見習い試験のアシスタントもやっていて、その時の服装はセーラー服だった。また、バッドカードを集め終わった第2期第5話で、ピュアレーヌパソコンに彼女たちによく似たキャラクターが出てきた。
なお、先生としての指導は厳しいが、大人になりたての魔女なので、ハプニングが発生した時に、しどろもどろになってしまう（魔法を使えば一発で解決するはずだが、魔法を使えない時でも子どもたちを守ることができないと幼稚園の先生にはなれないため、使わなかった。第3期ではこの幼稚園の事情が一切明かされなかったが、第4期第21話でオヤジーデが幼稚園教諭採用試験を受ける際に、マジョミラー園長が幼稚園で魔法禁止の理由を説明した）。
アタリメ子
声 - 埴岡由紀子
タコの八太郎とイカのスルメ子が、禁断の恋愛を経て結ばれ、最初に生まれた子供。足の数は（母親である）スルメ子と同じ10本でイカとタコの血を引くため、泳ぎは生まれつきうまい。八太郎によると、イカ族にもタコ族にも、魔女ほどではないが魔力があるらしい。そして、イカ族とタコ族初の子供ということもあり、女王様から他の魔女の赤ちゃんと同じように検診を受けるよう言われる。そして全ての検診を終え魔女幼稚園に入園した。なお、他の子供たちとは異なり、自分の家から魔女幼稚園に通園している。
テキ
声 - ゆみたかよ
モタの養い子。魔女の養親子では血縁関係はないはずだが、モタ同様水色の髪の毛で顔もそっくり。2人の名前の由来はモタやモタモタたちと違ってテキパキするようにと名付けられた。テキパキと一緒にいたずらを企むが、ほとんどが失敗するか、ハナちゃんの圧倒的魔力で負ける。
テキパキ
声 - 木内レイコ
モタモタの養い子。テキ同様、養い親と外見が似ている。テキと一緒にいたずらを企む（結果はテキと同じ目にあう）。魔女幼稚園での寄宿舎では、寝起きが極端に悪い。

### その他の魔女
デラ
声 - 桜井ちひろ
全シリーズを通して定期的に登場している準レギュラー級の魔女。いくつかの例外を除いて、ミュージカルのように歌に乗せたセリフと煙と共にどこからともなく出現する。
卸問屋もしくは配送業を営んでおり、MAHO堂で製作する商品の材料や雑品（第2期では、ハナの育児用品も調達）は、ほとんど彼女を通じて仕入れている。魔女界に関する情報の販売も行う。値引きに中々応じてくれなかったりと少々お金にシビアな一面もあるが、ツケ払い（ほとんど月末払い）には応じてくれたり、第2期序盤で開店準備に必要な多量の品物を安値で販売したりと気前のいいところも見せている。しかし、第3期開始早々、ももこによってぼったくりを暴かれたため、このとき本当に破格値だったかどうかは結局謎のままである。
おだてに弱いタイプらしく、ぽっぷの巧みな話術にあっさりと踊らされたりすることもあった。一度、関先生を誤魔化すためあいこの親戚の老婆に変装したこともある。どれみの9級不合格を魔女界中に広めた張本人。野球のルールを知らないことをおジャ魔女たちに指摘された時、宇井一小学校（魔女という意味のウィッチからとっている）という架空の小学校を作り、誰がどう見ても小学生に見えない選手ばかりの野球チームを率いておジャ魔女たちに野球勝負を挑み、裏で自ら胴元となって野球賭博も取り仕切った。
第3期第21話では、魔女界で夏風邪が流行して、デラも風邪をひいてしばらくの間仕事を休んでいた。この時、魔女問屋の手伝いをして、途中、あるアパートの1室に住むデラへの配送に伺ったどれみたちが見たデラの部屋は足の踏み場もないほどの惨状（軽いゴミ屋敷のよう）で、それを見たどれみたちは、薬に頼るのではなく、きちんと栄養のあるものを食べることが大事とあいこ特製のお粥を食べさせ、さらにデラの部屋の掃除をしたことで、デラは程なく風邪から回復した。
第6期早々MAHO堂再開の情報を手に入れ御用聞きに来た時には、魔法粘土の価格を7年前（第1期時点）と比べると3割ほど上げているのが、あいこによって見抜かれた（関西人の性格から、値段には非常に敏感）。だが、ももこが合流して（魔法グッズの）MAHO堂からSWEET HOUSE MAHO堂に再び改装したとき、あいこはまたデラがぼったくろうとしていると疑ったが、ももこによると「以前頼んだ時より、ちょっぴり安くなってる」とのこと。また、デラから仕入れる素材（特にお菓子作りの材料）は、人間界では良質な素材や入手がなかなか難しいものばかりで、デラの仕入れ（というよりも正しくは魔女問屋の仕入れ）の腕は確かである。
正式の魔女名は「マジョデラ」だが、スタッフロールでは「問屋魔女デラ」と表記されている。
モタ、モタモタ
声 - 川崎ユウコ（モタ）（放送開始当初は川崎裕子）、YOKO（モタモタ）
水色の髪をで小柄な方がモタで緑色の髪で大柄がモタモタである。その名の通り二人ともモタモタしている。2人で魔女見習い試験の試験官を務める。のんびりしたしゃべり方が特徴。年齢はモタモタは第1期の時点で999歳になったが、モタについては不明。どれみたちの善行を評価して女王自ら認定玉を授与するという特殊な例を除けば、一貫してどれみたちの魔女見習い試験担当者はこの二人だった。シリーズを通して二人一緒に登場することがほとんど。名前の通り、二人とも行動や言動が極度にゆったりしているためどれみたちをよくいらだたせる。また第2期で、それぞれ養い子を引き取り、どれみたちと一緒に検診を受けていたが、魔法に頼りすぎた子育てや、寝かしつけをちゃんとしなかったためマジョハートに咎められ不合格になりかけたこともある。スタッフロールでは「試験官魔女モタ」「試験官魔女モタモタ」と表示された。また、「カメ」という名の亀とウサギを飼っている。ぽっぷおよびハナちゃんの魔女見習い進級試験も担当。
ほうき魔女
声 - 尾小平志津香
第1期第8話に登場。どれみの9級試験追試の際、ほうきの森に現れ、なぞなぞを出題してどれみたちの行く手を塞いだ。
マジョ松（マジョまつ）
声 - 尾小平志津香
300年に1度の大嵐が吹いた日、落雷によって閉鎖していた扉が破壊され人間界にやってきたマジョガエル軍団のリーダー格。先々代女王様の復活後は元に戻った。
マジョ竹（マジョたけ）
声 - サエキトモ
マジョガエルの村の住人。第6期にて、魔女ガエルの呪いが解けた後、余生を過ごすべく人間界に移住。友人たちと糸満市内で新居を探している途中に偶然マジョアヴェニールとユメちゃんに接触。後を追ったが琉球ガラス村付近で見失った。マジョリカ経由でこの出来事を知ったどれみたちは沖縄へ飛ぶ。
マジョ梅（マジョうめ）
声 - 橘U子
マジョガエルの村の住人の中でも随一の行動派。先々代の女王様の悲しみに囚われ、気力が消沈していた折、療養のためにマジョリカたちによって一時期MAHO堂へ引き取られていた。
マジョラン
声 - 朴璐美
第2期第42話で登場。今の魔女界のあり方をよく思っておらず、人間界との交流再開を望む数少ない魔女。幼少期に2人目の母であるマジョハートと一緒に人間界で暮らしていた経験がある。魔女界で自動車（MT車）を乗り回したりすることから魔女界では異色の存在である。また、安易に魔法に頼ることを自らに禁じている。人間界との交流再開を女王様に直訴したが、その際門番を振り切り無断で女王様の庭園に立ち入った咎めを受けて人間界へ追放されるという制裁を受けた。ただしこの制裁は彼女の意志を理解した上での女王様の計らいによるところが大きい。この大胆不敵な行動はマジョハートに少なからぬ影響を与えた。
マジョロクサーヌ
声 - 久保田民絵
先々代の女王様の在位時代から仕えていた魔女の一人。彼女の専属シェフを務め、現在は魔女界一のレストラン「レストランロクサーヌ」のオーナーを務めている。元老院のメンバーではないものの、現役の元老であるマジョバニラから「様」付けで呼ばれるほど格の高い魔女でもある。そのレシピ日記内部の超大量の蔵書は、彼女が魔女界および人間界から手に入れたもの。
第3期中盤で登場し、外界から完全に心を閉ざしていたが、どれみたちが作った楽器型のケーキを食べたことにより、記憶の奥底に封印されていた先々代の女王様のオルゴールの音色を思い出せたことにより、どれみたちに自身のレシピ日記を託し、陰ながら彼女たちを支援した。この時託したレシピ日記は幻のレシピが欠けており、未完成であったが、どれみたちの手によって幻のレシピが再現され、レシピ日記は完成した（さらに、ハナの野菜嫌いを克服するレシピもレシピブックに追加された）。
マジョパーラー
声 - 中山りえ子
マジョロクサーヌの一番弟子を自称する（が、マジョロクサーヌは単に直弟子としか言っていない）。料理人の腕は一流であり、（どれみたちと対決するまで）料理勝負で負けたことはない。どれみは「レストランでステーキを焼いていた人」として認識している。
レシピ日記の継承を賭けてどれみたちとの勝負に挑むが、自身の隠し切れぬほどの傲（おご）りが災いし敗北する。
マジョトロン
声 - ゆきじ
第4期のどれみたちのポロン「ジュエリーポロン」の生みの親。発明家でいろいろな物を研究しているが、失敗が多い。どれみたちは魔法のエナジーを得るためだけに、彼女の実験の手伝いをさせられ、さんざんな目にあわされた。
マジョクロス
声 - 光明寺敬子
先々代の女王様の在位時代から仕えていた魔女の一人。先々代の女王様を除けば、機織り機を扱える唯一の魔女。気むずかしい性格で、いかにも職人気質という雰囲気を醸し出している。
先代の女王様
声 - 大谷育江
第2期に過去の話として1回だけ登場する。魔法使い界の先代の王様と領土を賭けたトランプ賭博（ポーカー）に勝ち、魔法使い界の領土の大半を奪った。
その在位期間は、先々代の女王様が約1000年前に退位してから現在の女王様が約100年前に即位するまでの約900年間に及んでいる。
TVシリーズおよび第5期までは上記の挿話以外の事跡や人となりは全く明かされなかったが、第6期第3巻第1章において、先々代の女王様の妹で、名が「マジョヴァーグ」であったことが、マジョリカから明かされた。
マジョドロン
声 - 徳光由禾
300年ほど前、マジョリカに育てられていた魔女。マジョリカが育児に魔法を使いまくったため、ワガママに育ってしまい、無断で人間界へ行き、人間に正体を見破られ魔女ガエルになってしまった上、その人間にも見放されてしまったため現在も魔女ガエルのままである。
現在は心を入れ替え、魔女界ハワイアンセンターのエステサロンで、マッサージ師として真面目に働いている。マジョリカがララとよくエステに行くのは、娘であるマジョドロンに会いに行くためのようである。
門番
声 - 池田千草
魔女界の女王様の城の番人。

### その他の魔女界住人
八太郎（はちたろう）
声 - 家富ヨウジ
魔女界に住む知性を持った生物の1種。その姿はタコそのものである。たこ焼き屋を生業とする。一族の魔法により泳げない体にされてスルメ子とも会えないようにされたが、どれみたちの助けでスルメ子との禁断の愛を成就させた後結婚、娘・アタリメ子が生まれた。
暴走しやすいタイプのようで、第2期では親バカぶりをいかんなく発揮しており、第3期では魔女幼稚園の前でたこ焼き屋の商売をしようとするなどしてスルメ子を困らせていた。以後も毎日のように魔女幼稚園に赴いてはアタリメ子の様子をうかがっている。
スルメ子（スルメこ）
声 - 飛松加奈子
魔女界に住む知性を持った生物の1種。その姿はイカそのものである。劇中では一度しか出ていないが八太郎も彼女も水晶玉を所有している。八太郎同様、一族の魔法により泳げない体にされて八太郎とも会えないようにされたが、どれみたちの助けにより八太郎との禁断の愛を成就させる。何かと失敗の多いどれみたちに対しては、健診で常にハナちゃんのことを第一に行動していることをマジョハートに訴えてくれたり、魔法ハーブを分けてくれたり、と良好な関係を築いている。子育てに関する知識はほぼ完璧。
第4期では第2子を授かったことを明らかにしたが、劇中では第2子誕生までは語られていない。八太郎によると「女は結婚すると強くなる」。
人食い花
声 - 竹本英史
どれみが7級不正合格で植物と話せる魔法を使えるようになったのを知って初めて魔法をかけた花。最初こそ控えめにしゃべっていたが、名乗った後本性を現した。どれみたちを食べようとするが箒で逃げるどれみたちを空まで追って墜落。
ウサギ
声 - 宮下道央
4級試験の障害物競走の相手。努力を怠らないウサギ。カメとは「ウサギとかめ」の話が逆になったコンビ。どちらもモタとモタモタのペットである。名前は不明。鳴き声は「ウサ ウサ ウサ…」。なお、テレビシリーズでは、第1期のどれみたち、第2期のぽっぷ、第4期のハナちゃんとの競争に負け、屈辱の3連敗を喫する。
カメ
声 - 竹本英史（第2期のみ家富ヨウジ）
4級試験の障害物競走の相手。足が非常に速い勤勉なカメ。ウサギとは「ウサギとかめ」の話が逆になったコンビ。どちらもモタとモタモタのペットである。名前は「カメ」という、何のひねりもないそのままの名前。魔法使い界に行ったこともある。鳴き声は「カメ カメ カメ…」。テレビシリーズでの成績は、ウサギと同じく3連敗。
ヘンな生きもの（ムンク）
声 - 小嶋一成
3級試験で魔女見習いを脅かす役をしている。脅かす以外は、いい生き物である。
ヘンな生きもの（キリコ）
声 - 竹本英史
3級試験で魔女見習いを脅かす役をしている。

## 魔法使い界
本作に登場する異世界の一つ。第2期の時点では土地は痩せており子供も生まれにくく、全員で30人しかいない状態であった。第4期でも危機に晒されたことがあり、その時は28人となっていた。しかし第6期では一転、魔法使いの子どもを生み出すとされる「ウィザードペンペン草」が元気になったことによりベビーブームが起き、魔法使い幼稚園が（魔法使いの）子どもたちでいっぱいになっている。
王様
声 - 津久井教生
魔法使い界の王。マスクを被ったような出で立ちで登場、膝にはオオサンショウウオのような生き物を乗せているが、実はその生き物こそが呪いによって姿を変えられた王様自身であった。ウィッチー・クイーン・ローズから生まれたハナちゃんのことを偶然知り、彼女の魔力なら呪いが解けるかもしれないと考え、オヤジーデとオジジーデにハナちゃんを魔法使い界に「連れてくる」よう命令を下す。その命令をオジジーデが連れてくるを「さらってくる」と勘違いしたために魔法使い界と魔女界が戦争になりかけるという事態が起こってしまうが、最終的にハナちゃんの力で元の姿に戻り、事態は無事解決。呪いで荒れ果てていた魔法使い界も元に戻った。本当の姿は「恰幅のいい優しいオジサン」といったところ。FLAT4の暁の父親。「〜ぞよ」と、語尾に付けてしゃべる。
アレクサンドル・T・オヤジーデ
声 - 松尾銀三 / 金光宣明（第4期第1話以降）
自称「魔法界随一の占い師」でダンディな怪盗。魔力は強いのだが、典型的な「オヤジ」でかなりのドジなのが玉にキズ。根は優しく真面目な人物であり、組織にも忠実。時折腰を振るのが癖。ぎっくり腰持ち。ミドルネームのTはタゴサク（田吾作）の頭文字である。オジジーデと違って爵位はなく、勲爵士（サー）の称号が与えられているだけである。おんぷのファンクラブ会員で、会員番号は7である。
かつて暮らしに行き詰まったため、魔女界の宝を狙って王宮に侵入し、バッドカードを見つけてそれを盗み取った。しかし、マントのポケットに穴が開いていたために、カードをばら撒いてしまった。しかし実のところ「侵入⇒窃盗」の一連の流れは、先代の王様に盗みを依頼されただけで、あくまでも成功時（先代の王からの）の報酬が目当てなだけであって、人間界に悪意を振りまく気は無かったが、（実行犯として）その咎めを受け先代の女王様によって醜いオヤジ姿に変えられた上で、ピュアレーヌパソコンの中に閉じ込められた。そしてバッドカードがすべて回収された時点で、パソコンから解放されることになっていた。
第2期第5話でハナちゃんの魔力によってオヤジ姿ながらもパソコンから解放され、最後のバッドカードが回収された時点で元の姿へと戻った。その後、魔法使い界の王様の命を受けてFLAT4と共にハナちゃんの誘拐を企てる。結果的に王様の命令を（下名されたオジジーデ伯爵と共に）勘違いしていたことが分かり、国王よりオジジーデ伯爵共々魔法使い界の「トイレ掃除大臣」に即刻任命された。
一旦はどれみたちの前から姿を消したものの、なんだかんだと出番が多く、第3期以降では魔女幼稚園でアルバイトの教員としてしばしば登場した。魔女幼稚園での立場は弱いらしく、マジョポンやマジョピーに顎で使われたり、おんぷ絡みで騒動を起こした際に制裁として仕事を増やされることもある。ただし、子供たちを献身的に世話したり、ピアノを両手で弾けたりするなど、幼稚園教員としての素質はある。作中でどれみたちが「オヤジ（さん）」といえば彼のことを指す。ハナちゃんからは「オヤジィ」と呼ばれ非常に懐かれており、彼もハナちゃんをかわいがっている。4期21話「大好き！オヤジーデ」において正規の幼稚園教員になるために試験を受けた時には、不合格になることを知りつつ、見習い試験で窮地に陥ったハナちゃんを魔法で助けた。
第5期では、オープニングには出てはくるが、本編には一切出ていない。
声の出演は、2001年8月25日に松尾銀三が他界したので放送されていた第3期最後の登場となる第30話までが松尾の担当（第31話からは、話の展開がハナちゃんが人間界で野菜嫌いの呪いを克服するということが中心になり、幼稚園の描写がほとんどなくなった）。第4期からは金光宣明が2代目として声を担当した。
第6期でも登場。おんぷを探して札幌の町中を歩いていたところをどれみたちに発見される。どれみたちとおんぷの再会に一役買うことになる。またその際、魔法使い界ではウィザードペンペン草が元気になったことで空前のベビーブームが到来した魔法使い幼稚園長として多忙な日々を過ごしていることが本人により語られている。
その後「瀬川おんぷ」が女優として再デビューを果たす、ミュージカル「ブルームーン」の制作発表の記者会見には、魔法で記者に変身をして紛れ込んでいた。なお、これら諸々の事情により復活した「瀬川おんぷ」ファンクラブでは、会員番号1番の栄誉に輝いた。また、ミュージカル「ブルームーン」日本初回公演では場違いな大声を出して、他の観客からは苦笑をいただくという失態を演じた。
フィリッポ・S・オジジーデ伯爵
声 - 乃村健次
魔法使い界の魔法使い。見た目は恰幅のいい中年男性。魔法使い界の王より「ハナちゃんを連れて来い」との命を受け、オヤジーデを使いハナちゃんの誘拐を企む。実は王様の命令を「連れて来い＝さらって来い」と勘違いしており、そのために魔法使い界と魔女界を全面戦争寸前に追い込む大事を引き起こしてしまった。騒動終結後は国王によってオヤジーデ共々魔法使い界の「トイレ掃除大臣」に即刻任命される。「ぞな、もし〜」が口癖。
先代国王
魔法使い界の先代国王。約1000年前に魔女界の先代女王とポーカーで賭けを行ったところ負けたため自国の領土の大半を魔女界に奪われる羽目になってしまう。その後、悔しさの余り魔女界に不幸をもたらそうと当時金に困っていたオヤジーデにバッドカードを盗ませるが、それが失敗したことで自身はその責任を取って引退する。なお、オヤジーデによれば魔女界の先代女王とは過去に何度も賭けを行ったが負け続け、ついには自国の領土まで賭けてしまったとのこと。作中では魔女界の先代女王と同様第2期の回想にのみ登場する。

### FLAT4
オジジーデ伯爵がハナちゃんを誘拐すべくオヤジーデの助手として人間界へ送り込んだ魔法使い界にある魔法使い学校の4人のエリート。名前の由来は、フジオのF・レオンのL・暁のA・トオルのTの各頭文字からきている（第4期第45話ではオヤジーデを入れた5人でFLOAT5と名乗っている）。4人そろっての登場は第2期第31話から、暁のみ先行して第2期第25話からの登場。4人とも髪に2本のアホ毛を備えており、魔法を使用する際にぴくぴく動くのが特徴。魔法を使わずとも高い頭脳と身体能力を持つ。
第4期では魔法使い界の騒動が収まった後、人間界の福井県武生市（現在は越前市）武生北小学校の生徒となっている。暁によれば、美空町または都会の小学校を希望したが遊びすぎることを危惧した国王とオジジーデ伯爵に反対されたという。人間界では、4人共かなりの人気者だった。4人の人間界での苗字は不明である。
第6期ではその後一度は魔法使い界に戻るも、今後の魔法使い界を担うための修行として人間界のイギリスのロンドンへ留学。サッカーが盛んな国だったため、ジュニアサッカーチームに入っており、その後は福井県の進学校・黒龍南高校に転入し、無名だったサッカー部を「実力で」インターハイで優勝させる活躍を見せた。また、自分たちの容姿を活かし執事喫茶を経営している（学業と両立）。魔力は小学生時代とは比べ物にならないほどに成長しているが、優秀で目立つが故に人間界に順応するためには苦労している様子。なお、FLAT4としてサッカーは高校で最後と決めているとのこと（進路も別々になるが、いずれは暁が魔法使い界の次期国王となり、他の3人は国王の側近になる見通し）。
暁（あかつき）
声 - サエキトモ
「FLAT4」のリーダー格で、赤紫色の長い髪の美少年。どれみのことが好きで、FLAT4の中では唯一相手の女の子からも好かれている。他の三人に比べ、どれみに対してあまり好意はもっておらず、ハナちゃんをさらう目的でどれみに近づいた。しかし、次第にどれみに好感を抱くようになる。
実は魔法使い界の王子で、魔法使い界を救うためにどれみたちに自分たちの目的を話し、ハナちゃんを連れ去ろうとするが、どれみに他に方法があったはずだと説得され、ハナちゃんを返して和解した。なお、彼が王子であることはFLAT4の他の3人は知らなかった。人間界に来てからはゲーム機や変身ヒーローものに夢中。
第4期の修学旅行の時にどれみたちと再会して小竹と紙相撲で勝負した際には、魔法を使って勝利したが、それに気づいたどれみに「男らしくないよ」と言われたことで自分の行いの間違いに気づき、どれみに次に会う時までに男を磨いておくと言い、小竹に正々堂々と戦うことを誓った。
第6期では他の3人より1年早く、黒龍南高校に編入。サッカー部でのポジションはミッドフィルダー。どれみのことは今でも好きで、小竹にライバル宣言していたようだが、すでに小竹と相思相愛になっていたことや空気の読めない彼の性格が災いし、小学校の頃には好かれていたどれみにまで迷惑がられるようになってしまう。
名前の由来は、全シリーズで脚本を担当した、大和屋暁から。
フジオ
声 - 能登麻美子
オレンジ色のマッシュルームカットが特徴の美少年。一人称は「ボク」。はづきに好意を持っているが、当の本人からは迷惑がられている。
物事をセオリーに則って考え、「FLAT4」の中では一番賢いと思われる。さまざまなことをメモに取ったり日記を書くことが好き。はづきを一途に思い続けてトランペットの練習をし、修学旅行先で、まさるとトランペット対決をしたが（演奏した曲は「チューリップ」）惨敗。
第6期では黒龍南高校に転入し、サッカー部でのポジションはディフェンダー。眼鏡をかけている。フォーメーションの変更は状況に応じ彼の指示で行い、ほとんどの試合で功を奏し試合で勝利している。高校3年時の全国高校サッカー選手権準決勝で国立競技場にて県立美空高校と対戦した際、小竹のシュートを阻止すべく小竹の背後からスライディングタックルをして倒し、美空高校へのPKを献上するだけでなく、ファウルの中でも危険行為であるため一発レッドカードで退場処分となりピッチから去った。なお、このタックルで、倒された小竹は全治2週間の打撲の負傷を負ってしまった。
レオン
声 - 山口眞弓
青い瞳で金髪を後ろで束ねた美少年。一人称は「ミー」で、英語交じりのおかしな日本語を話す。あいこのことを「あいちゃん」と呼び、彼女に好意を持っているが、本人からは鬱陶しがられている。
スポーツ万能で運動に自信があるものの、あいことのスポーツ対決ではことごとくあいこの圧勝である。しかし、悔しい思いをしながらも、次々とスポーツ勝負を挑む根性はある。あいこに花束を渡すなど、気障な一面もある。
第6期では黒龍南高校に転入し、サッカー部でのポジションはフォワード。あいこだけではなく、ももこにも興味を持っている模様。四人中唯一、人間界での将来の夢が実現しつつある。
トオル
声 - 奥島和美
水色の髪の美少年。一人称は「ボク」。おんぷにライバル視として憧れてもおり、おんぷのファンクラブ会員百万人目の会員ということで、ゴールド会員証を持っている。
ダンスはプロのおんぷに「本物」と認められるほどうまいが、恐ろしいまでの音痴。人間界では芸能界のスターになることを夢見ており、スターたるべき存在と自称している。周囲を唖然とさせるほどの自信過剰家で、芸能界を甘く見ているとおんぷから指摘されている。
第6期では黒龍南高校に転入し、サッカー部でのポジションはミッドフィルダー。おんぷの舞台を観に行く一方で、成長したハナちゃんを気に入っている節がある。

## その他の世界

### 星界
織姫
声 - 西村ちなみ
マンネリ化した七夕に嫌気がさし、彦星と会うことをボイコットして人間界に降りてきた。その際、羽衣を破って捨ててしまった。ハナちゃんとの会話で自身の背負った役割に気付き、星界に戻っていった。ババとは1000年前に先々代の女王様が即位していた時に初めて出会っている。また、ババとはさまざまなことで気が合い、1000年以来の親友である。
彦星
声 - 高橋広樹
織姫の恋人。のんびりとした性格で、七夕に会う際のデートの方法が毎回同じになっていた。
獅子座
声 - 中田和宏
どれみたちが羽衣を直すために星界にやってきて出会った。獅子座生まれのどれみに「今日の運勢は最悪、出会い頭の事故に注意、ラッキーカラーはピンク以外、ラッキーアイテムは糸巻き」と星占いをする。
おカイコ様
声 - 家富ヨウジ
織姫の羽衣になる糸を作る、人間サイズのカイコ。「ピンクは嫌い」だからと（ピンクの見習い服を着た）どれみの頼みをはねつけるが、最終的には糸を提供してくれた（その際、どれみが糸巻き代わりにされた）。

### 音楽界
ミュージカル版のみ登場。
王様
声 - 望月祐多
フライト
声 - 高橋広樹
音楽界を守る王国軍近衛第一騎士団の団長。
タキオン
声 - 高橋直純
王国軍近衛第一騎士団の副団長。
妖精
声 - 塩味薫
ガイド
声 - 松尾銀三
マジョタンゴ
声 - 勝生真沙子
世界から音楽を無くし、新しい音楽の世界を創ろうと音楽界に乗り込んだ魔女。
エンカ
声 - 菊池正美
顔がマイクの形をした演歌歌手。持ち歌は「あなた追いかけ人生港」。
カラオケ
声 - 百々麻子
10年前の旧型カラオケマシン。

### 天界
漫画版にのみ登場。なお、漫画版はアニメ版とはストーリーや構成が異なる。その詳細については親記事の「アニメとの主な相違点」を参照。
ボオちゃん
漫画版第16話（『なかよし』2002年6月号掲載）より登場する、ミニサイズの怪獣の赤ちゃん。新たに生まれた命を次元を超えて親元に運ぶ役目を持つコウノトリが、うっかり魔女界に落としていった包みの中から出てきた。本来生まれるべき場所とは異なる世界に落とされ、置き去りにされた寂しさから、火を吐いて泣き叫んだため、魔女界のあらゆる場所で連続ボヤ騒ぎを起こし、魔女界そのものを大混乱に陥れる。この混乱を収束させるため、急遽どれみたちが魔女界に呼ばれ、見習い検定二級課題として「この子（ボオちゃん）を泣き止ませること」という指令が出された。
どれみたちの奮闘の結果、花が主食であり大好物であることが判明。どれみたちは手持ちの花を食べさせてボオちゃんを泣き止ませることに成功し2級合格となる。しかし、同時にどれみに懐くようになり、結果としてMAHO堂へと連れ帰るようになる。どれみから離れるか食べる花が尽きると、再び炎を吐いて泣き出すため、この子の登場と同時にMAHO堂はフラワーショップのような店と化してしまう。なお、「ボオちゃん」の名はどれみの命名で、理由は「火をボオボオと吐く」ため。
その正体は天使の幼生体。大人になるために数度に渡って脱皮して、天使の姿に近づいていく。成長とともに力を蓄えたあかつきには神様の持つ奇跡の力の一片を揮えるようになるため、その絶大な力を手に入れんと企む魔法使い界（主にはオヤジーデとFLAT4）に狙われることとなる。第1期の第20話で天使として完全に覚醒。魔女の力を剥奪されていたおんぷを魔女見習いに戻して、迎えに来た他の天使たちと共に一度は天界へと去っていく。しかし、のちに未だ諦めないオヤジーデとFLAT4に追われることとなる。